# Historia de Estonia

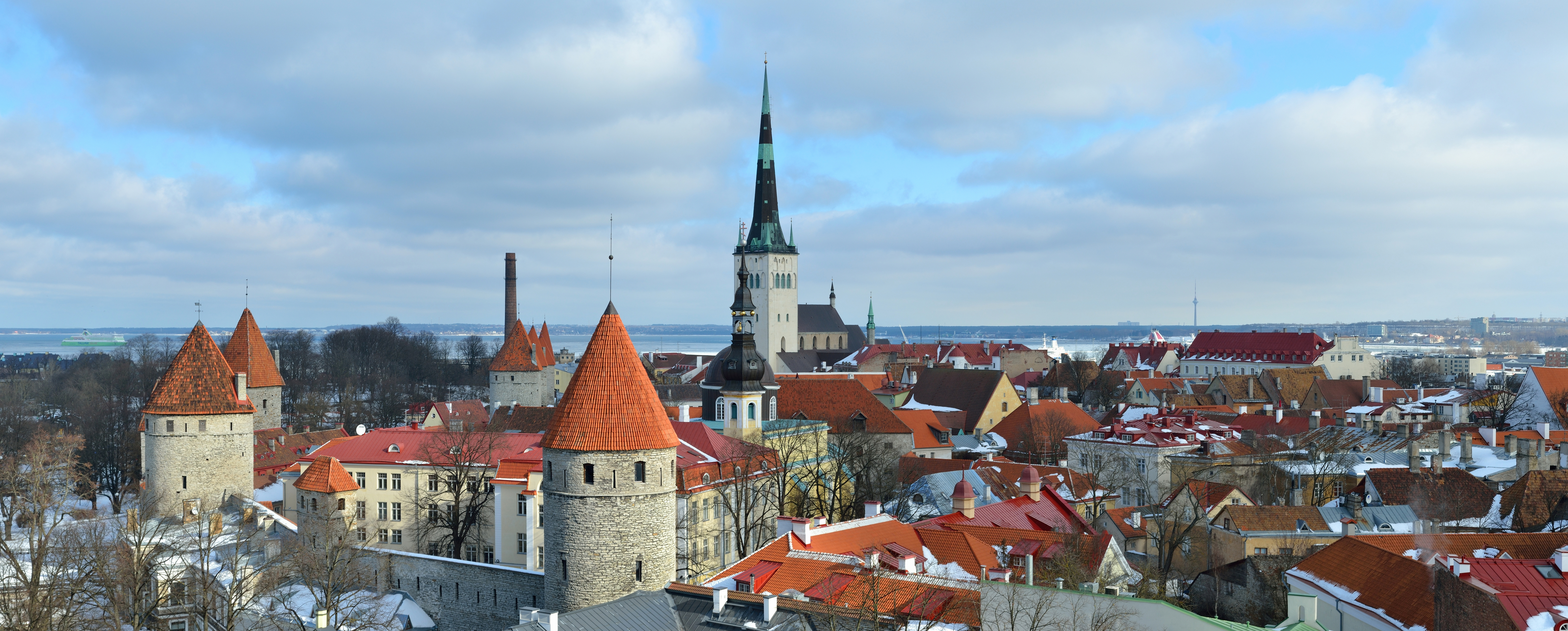
Ciudad antigua de Tallin (Reval), mirando hacia el puerto

Pueblos fínicos llegaron a lo que hoy día es Estonia varios miles de años antes de nuestra era, aunque el momento exacto todavía es objeto de debate.
A partir del siglo XIII los ríos del margen septentrional del Mar Báltico constituían una de las últimas zonas donde habitaban paganos en Europa. Una orden militar teutónica conquistó el territorio entre 1200 y 1227 y forzó a sus habitantes a convertirse al cristianismo. Se creó un estado dominado por príncipes obispos y soldanos en teoría religiosos. Se instaló una sociedad con clases marcadas: una minoría de origen alemán constituía la elite política, militar, religiosa e intelectual y monopolizaba el comercio mientras que los habitantes originarios ugrofineses tenían papeles subalternos. Entre 1418 y 1562 la región pasó a formar parte de la Confederación de Livonia. La reforma llegó a comienzos del siglo XVI. La región pasó a ser lugar de batallas de Rusia, Lituania, la República de las Dos Naciones y Suecia. 
Esta última terminó por anexarse la zona en 1595. Carlos XI de Suecia comenzó a reducir la hegemonía de los alemanes bálticos y darles más oportunidades a los estonios, pero esta política se acabó cuando el Imperio Ruso tomó el control de Estonia a comienzos del siglo XVII. Rusia, que había sido apoyada por la elite alemana, le devolvió prerrogativas a las élites germanas.
Estonia obtuvo su independencia en 1918, si bien tuvo que defenderla en guerras contra tropas alemanas y rusas (soviéticas). El país mantuvo su independencia hasta 1940, cuando la URSS,  la invadió. Alemania a su vez reemplazó a la URSS entre 1941 y 1944. Las tropas soviéticas volvieron en ese momento y se mantuvieron en Estonia durante las siguientes décadas. Estonia recuperó su independencia en 1991. Ahora el país está integrado a la Unión Europea.

## Prehistoria

### Período mesolítico

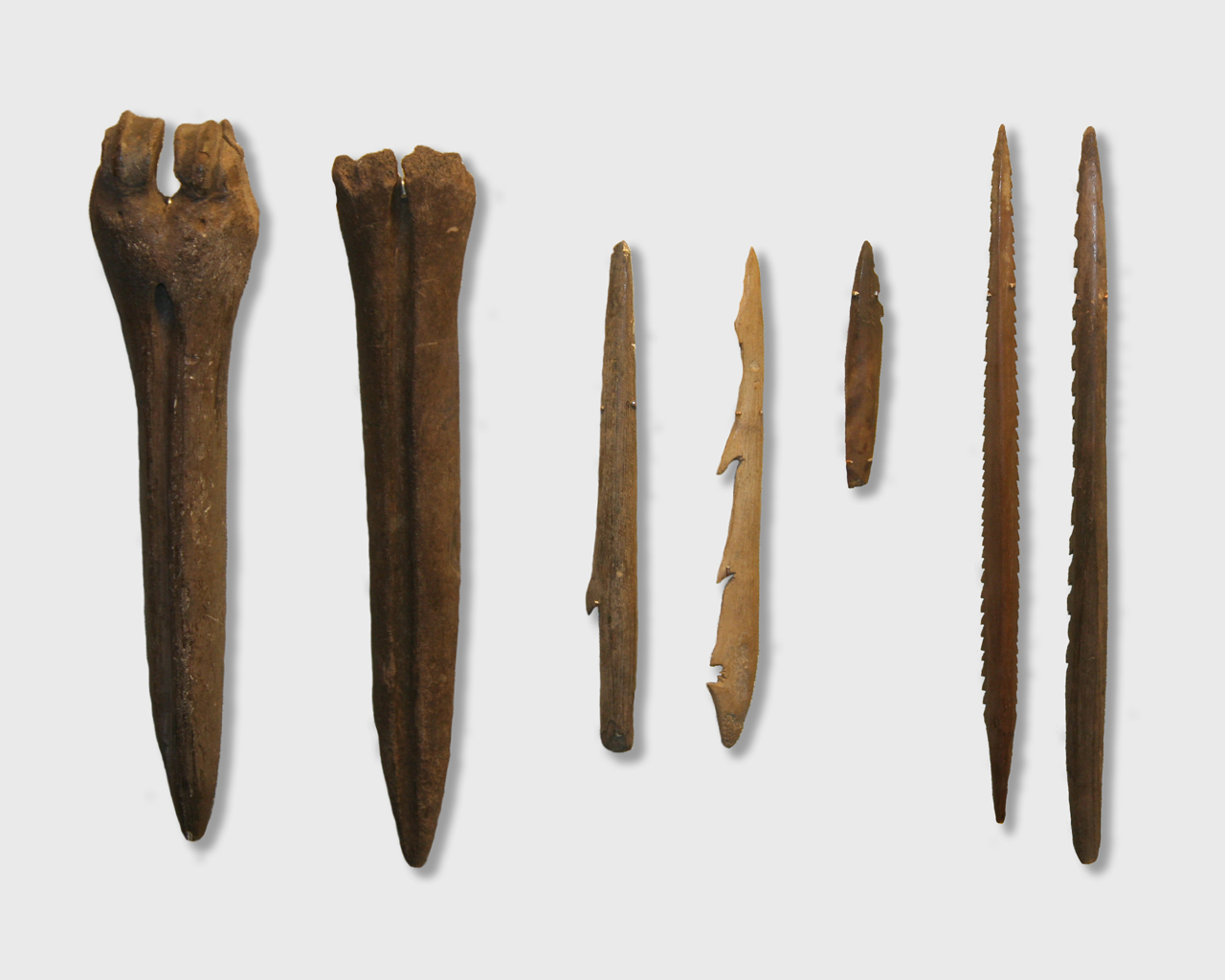
Herramientas de la Cultura Kunda, Museo de Historia de Estonia

Humanos habitaban esta región desde el final de la Glaciación de la Época Cuaternaria hacia 10,000 a. C. Los primeros asentamientos. El asentamiento mesolítico Pulli está a orillas del río Pärnu. Sería de comienzos del noveno milenio a. C. La cultura Kunda recibió su nombre de Lammasmäe en el norte de Estonia, que es de 8500 a. C. Artefactos de hueso y piedra similares a los hallados en Kunda han sido descubiertos en otros lugares de Estonia, así como en Letonia, el Norte de Finlandia y el sur de Finlandia. La mayoría de las herramientas utilizadas para cortar eran de pedernales y cuarzo.

### Período neolítico
El comienzo del Período Neolítico estuvo marcado por cerámicas de la cultura de Narva y apareció en Estonia hacia el quinto milenio antes de Cristo. Las huellas más antiguas son de aproximadamente el 4900 AC. Las primeras cerámicas se fabricaban con arcilla gruesa mezclada con piedras, ostras o plantas. La cerámica de Narva se ha encontrado por casi toda la costa del país y por sus islas. Las herramientas de piedra y hueso de ese tiempo se parecían a los de la Cultura de Kunda.

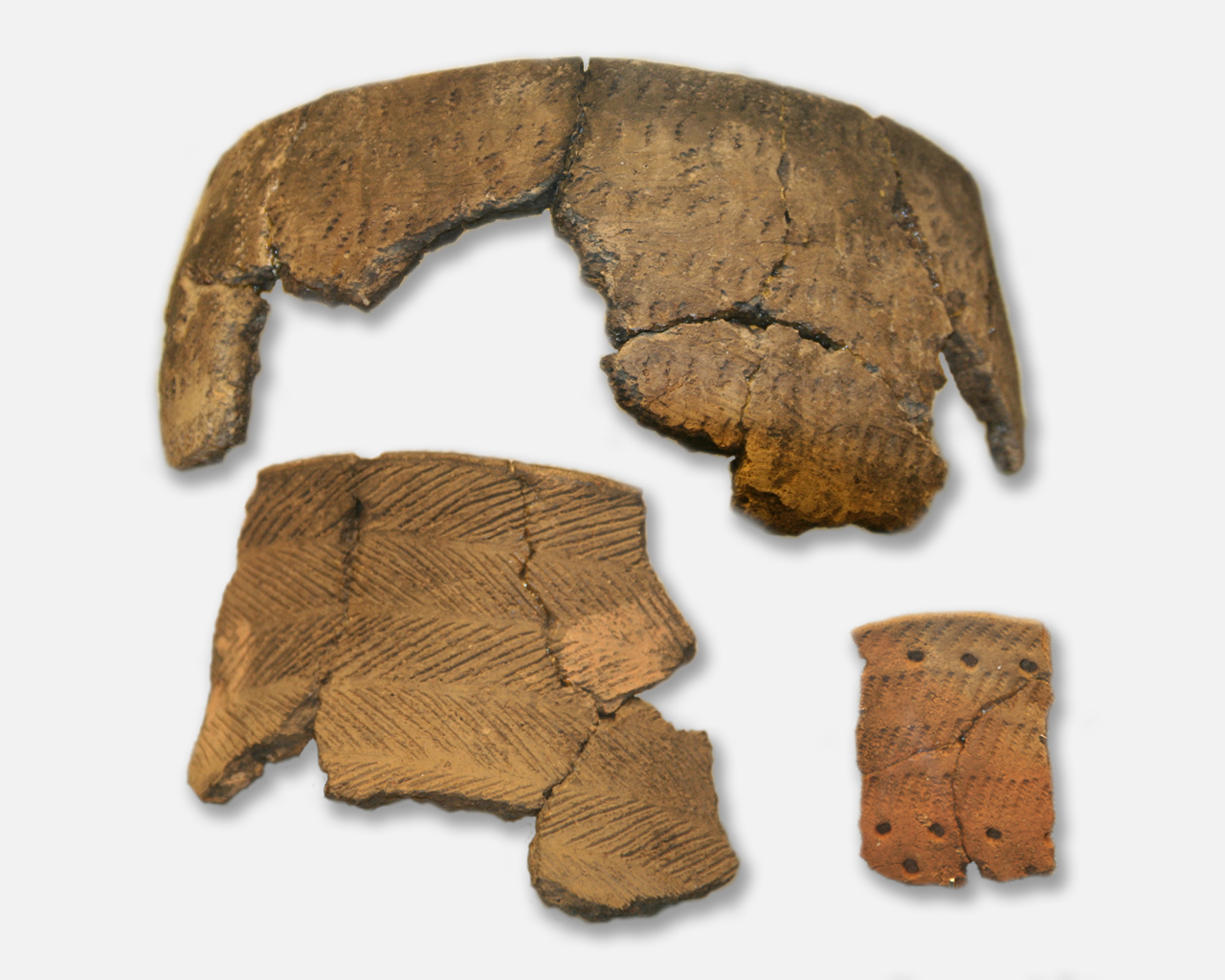
Cerámica de Cultura de Peine

Alrededor del cuarto milenio AC llegó la Cultura del Peine.
Hacia el 3200-3100 AC llegaron pueblos de idioma indoeuropeo, probablemente relacionados con los actuales bálticos que se hallan al sur de Estonia. Por el año 2000 AC llegaron pueblos que eran probablemente de idioma fínico. La base del vocabulario estonio tuvo su origen aquí: palabras como isa (padre), ema (madre), mees (hombre), puu (árbol) y las estructuras morfosintácticas como las postposiciones, que el idioma estonio comparte con un idioma como el finés.
Según investigaciones publicadas en 2023 entre el año 3000 y 2000 AC no se produjo una transición total de la caza y recolección al sedentarismo sino que hubo dos sociedades paralelas: la población local se mantuvo cazando y recolectando y una población inmigrante que cultivaba, los de la Cultura de la cerámica cordada. Estas se mantuvieron claramente distintas durante mil a dos mil años y solo en el primer milenio AC la agricultura prevaleció.
Hacia 2730-2490 AC llegaron a Estonia y Letonia el primer ganado vacuno, caprino, ovino y probablemente porcino. Análisis de las cerámicas muestran que los nuevos habitantes usaban tanto animales domésticos como silvestres.

### Edad de Bronce

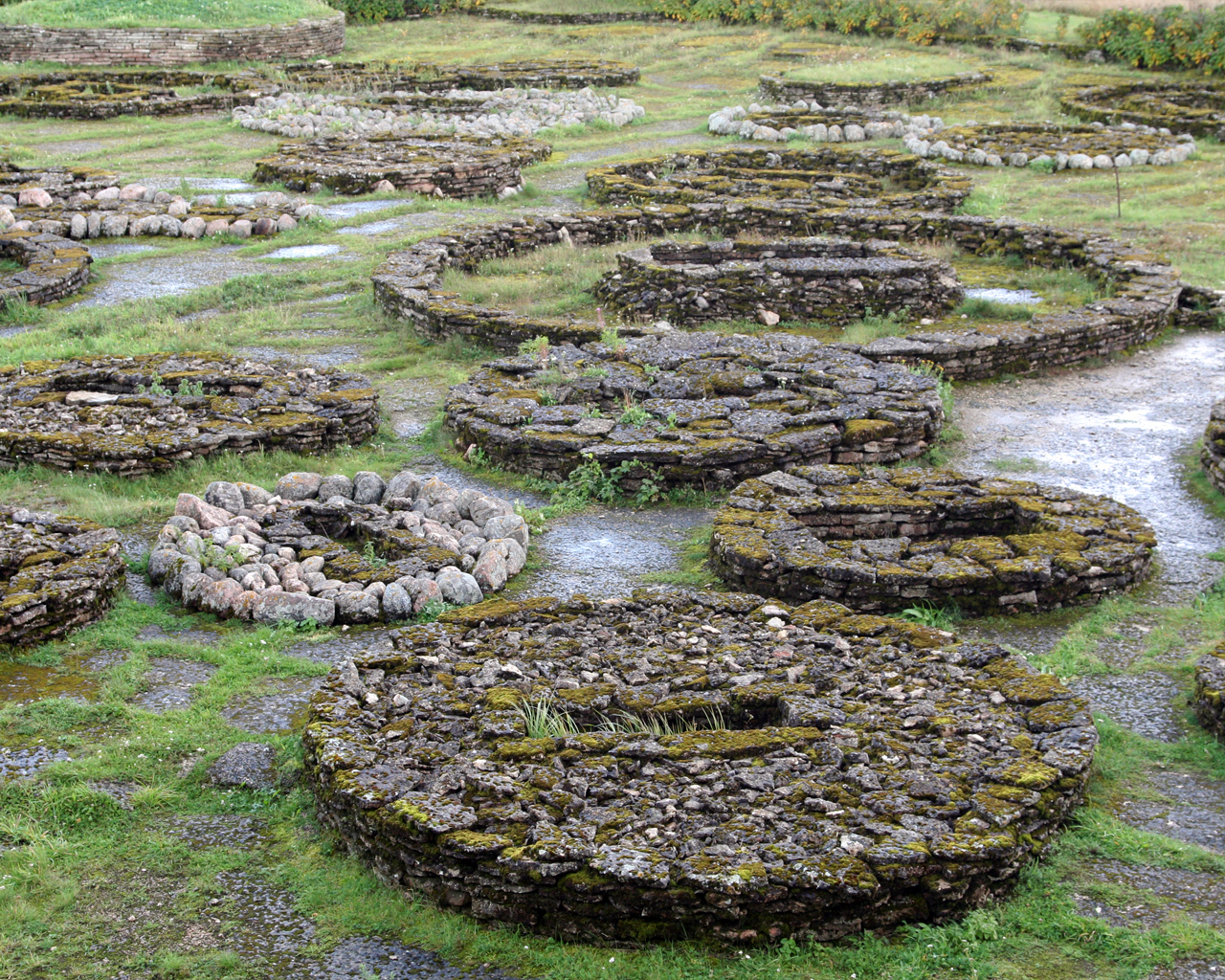
Cementerio de la Edad de Bronce.

La Edad de Bronce comenzó en la región hacia el 1800 AC. Al principio el modo de vida seguía siendo nómada, pero la agricultura y la ganadería comenzaron a desarrollarse. Los objetos en bronce venidos del sur comenzaron a aparecer. Entre 1500 y 1000 AC vienen de Escandinavia. El progreso en las técnicas de navegación facilitaron este comercio. Llegaron al suelo estonio nuevas formas de sepultura de estilo escandinavo, en forma de sarcófago de piedra circular u oval. Se introdujo la cremación pero este proceso coexistía con la inhumación. Aparentemente el idioma protoestonio tomó diversos préstamos del continuo de dialectos escandinavos. 
Hacia el 1000 AC en la zona alrededor de Tallin apareció el cultivo de cebada en campos delimitados por muros de piedra.
El uso del arado se expandió en ese tiempo, así como el cultivo del lino para hacer tejidos. La población, que hasta ese momento se concentraba en las orillas de los ríos y de los lagos, se esparció por el interior del país. Aparecieron los primeros oppida o centros fortificados, lo que mostraba una creciente inseguridad por la acumulación de riquezas.

### Edad de hierro
Los primeros objetos en hierro aparecieron en la región hacia el siglo IV AC. Se trataba de armas y ornamentos importados del sur. De esta época se remontan los llamados campos célticos de forma cuadricular y rodeados por una pared, así como piedras con huegos artificiales que debían servir para ritos mágicos de fertilidad. Comenzaron a aparecer diferencias entre Estonia del Norte y del Sur por la influencia de los escandinavos en la primera y de los vecinos meridionales en la segunda. En el siglo II se formó un artesanado local. La ruta del ámbar conectaba al Báltico con Roma. Se han hallado numerosos objetos de origen romano en Estonia como lámparas de aceite, monedas y joyas. Las sepulturas mantenían el estilo general escandinavo, pero se hicieron más grandes y ricas en ornamentos. Se colocaban de ofrendas no solo armas, sino joyas. La agricultura se generalizó y lo mismo pasó con la cría de ganado. Se establecieron aldeas en todo el territorio, de forma circular en el Oeste y linear en el resto del territorio. La población crecería de 20 000 a 30 000 habitantes hacia el año 1.

## Tiempos Antiguos
El gobierno estonio permaneció descentralizado, con subdivisiones administrativas y políticas locales que emergieron solo durante el siglo I de esta era. 
Por entonces Estonia debía de tener una población de alrededor de 150 000 personas, y siguió siendo el último rincón de la Europa medieval que fue cristianizado.
En el siglo I d. C. comenzaron a surgir subdivisiones políticas y administrativas en Estonia. Aparecieron dos subdivisiones más grandes: la parroquia (kihelkond) y el condado (maakond). La parroquia estaba formada por varios pueblos. Casi todas las parroquias tenían al menos una fortaleza. La defensa del área local fue dirigida por el más alto funcionario, el anciano de la parroquia. 
En su Geografía III Claudio Ptolomeo mencionó a los osilianos como unos de los habitantes de las tierras bálticas.
De acuerdo al historiador romano Casiodoro del siglo VI la gente que Tácito llamaba Aestii eran los estonios. No se sabe con certeza la extensión de su territorio a comienzos de la Edad Media pero sí se conoce algo de su religión. Los escandinavos los conocían como expertos en "magia del viento", como también era el caso con los lapones en el Norte.
Los Chud, que un monje llamado Néstor mencionó en una de las primeras crónicas de Kiev, eran los estonios.
Hacia el siglo X comenzaron a aparecer en textos escandinavos la mención de Eistr para referirse al territorio de Estonia.
En los primeros años de la Edad Media, la mayoría de los estonios eran pequeños terratenientes, con alquerías principalmente organizadas por villas. 
El condado estaba compuesto por varias parroquias, también encabezadas por un anciano. Para el siglo XIII, los siguientes condados principales se habían desarrollado en Estonia: Saaremaa (Osilia), Läänemaa (Rotalia o Maritima), Harjumaa (Harria), Revala (Revalia), Virumaa (Vironia), Järvamaa (Jervia), Sakala (Saccala), y Ugandi (Ugaunia). 
La fortaleza de Varbola, en el condado de Harju (latín: Harria) en ese momento, era una de las construcciones de muralla circular más grandes construidas en Estonia.
En el siglo XI hay referencias sobre incursiones vikingas en Estonia. Con el auge del cristianismo, la autoridad centralizada en Escandinavia y Alemania finalmente condujo a las cruzadas del Báltico. Luego, del siglo XI al XIII se produjeron incursiones en el otro sentido, de Estonia y Curlandia contra Escandinavia. Grupos estonios también realizaron incursiones en Latgalia. Los rusos también incursionaron en territorio estonio. Yaroslav I el Sabio consiguió ocupar el fuerte de Dorpat en 1031. Los eslavos renombraron el fuerte Jurev en honor a Yaroslav y mantuvieron control allí hasta que los estonios los expulsaron en 1061.

## Conquista de Estonia
El mundo báltico oriental se transformó por conquista militar: primero los livianos, letones y estonios, luego los prusianos y los finlandeses sufrieron derrota, bautismo, ocupación militar y, a veces, el exterminio por parte de grupos de alemanes, daneses y suecos.

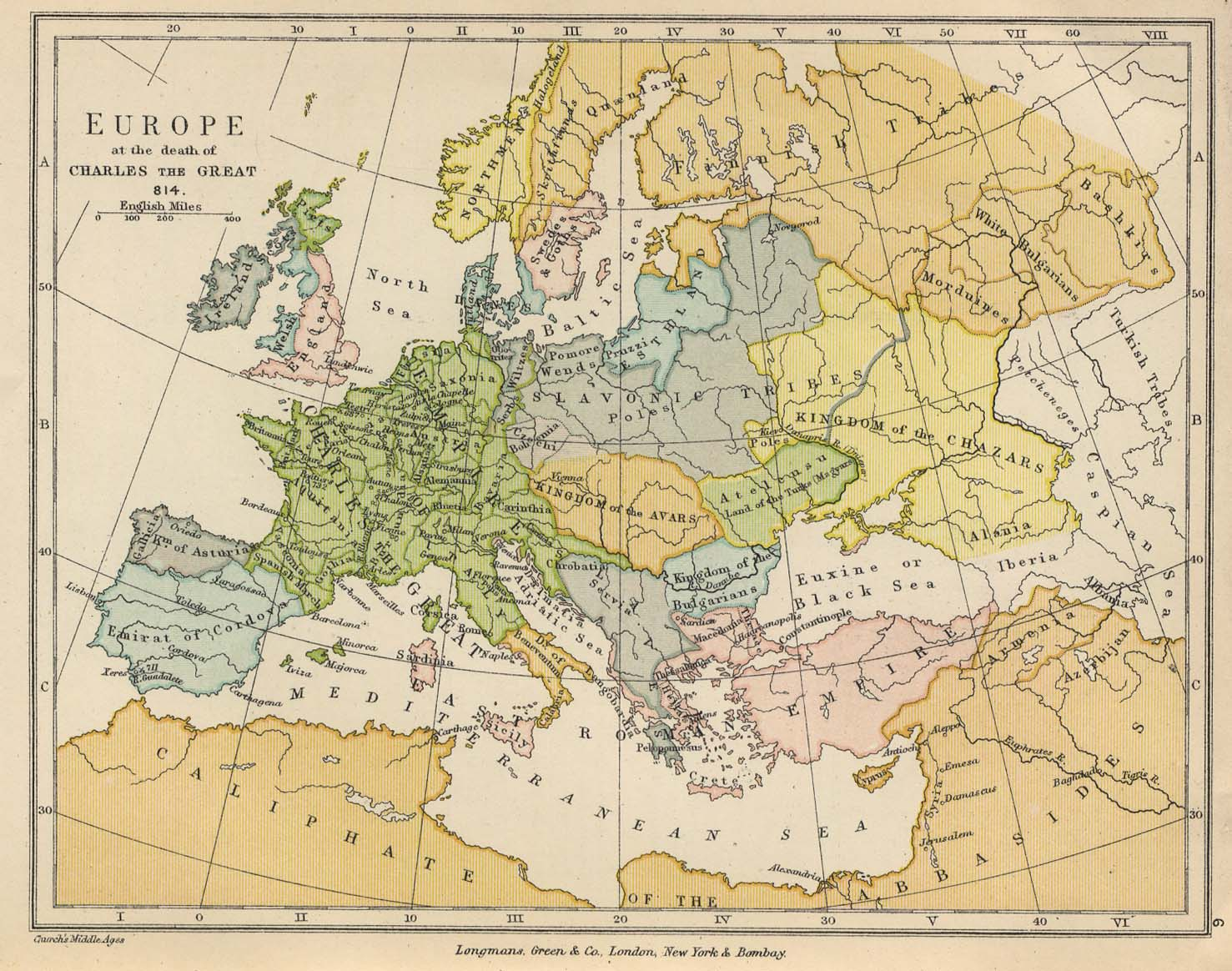
Estonia, 814

En 1193, el papa Celestino III llamó a una cruzada contra los paganos en el norte de Europa. Cruzados alemanes establecieron la fortaleza de Riga (en la actual Letonia) y comenzaron a incursionar en Estonia con la ayuda de tribus letonas, tradicionalmente adversarias de los estonios. Las tribus estonias resistieron fieramente los ataques de Riga y, ocasionalmente, ellas mismas saquearon territorios cruzados. En 1217, los alemanes y los recién convertidos letones ganaron una gran batalla, en la cual murió el dirigente estonio Lembitu. 
El norte de Estonia fue conquistado por cruzados daneses liderados por el rey Valdemar II, que llegó en 1219 en el sitio de Tallin. En 1227, la orden cruzada alemana Los Hermanos de la Espada conquistó la última fortaleza estonia.

### Llegada de suecos
A comienzos del siglo XIII comenzaron a llegar también colonos suecos a las costas estonias. Sus familias, los suecos estonios, se asentarían ante todo en las islas del Noroeste y permanecerían allí hasta 1944, cuando casi todos huirían ante la invasión soviética.

## Ocupación por la Orden Teutónica
Después de la conquista, la gente fue cristianizada, colonizada y reducida a servidumbre. Los intentos por restaurar la independencia fueron reprimidos, y el dominio dividido entre la orden livoniana, el obispado de Dorpat (Tartu) y el obispado de Ösel-Wiek. Estonia del Norte fue posesión de Dinamarca hasta 1346. 
Tallin (Reval, en su antiguo nombre alemán) se unió a la Liga Hanseática en 1248. 
Los mercaderes alemanes mantuvieron una ruta de comercio que iba desde Reval hacia el río Neva, del río Neva al Lago Ladoga y de allí por el Voljov hacia el principado de Novgorod.
Sin embargo, en 1293 los suecos fundaron Vyborg cerca de Ladoga y con esto amenazaron el paso de los alemanes. En 1294 el rey danés, que controlaba las tierras del Norte de Estonia fuera de Reval, les dio a los alemanes un paso para que estos pudieran pasar por sus tierras hacia Novgorod.
La Orden Teutónica mantuvo el control de muchas zonas, pero siempre en un conflicto con la Arquidiósesis de Riga. La Orden y Riga se mantuvieron en guerra desde 1297 hasta 1330, cuando la Arquidióseis, tras un largo asedio, terminó por capitular.
En 1343, los estonios del norte y de la isla Saaremaa iniciaron una rebelión (el levantamiento de la noche de San Jorge) contra el gobierno de los alemanes locales. El alzamiento fue sofocado y Vesse —el «rey» rebelde de Saaremaa— fue colgado en 1344. Solo el año siguiente pudieron los alemanes sofocar la rebelión por completo.
A pesar de las rebeliones locales, los barones alemanes locales continuaron gobernando el país.

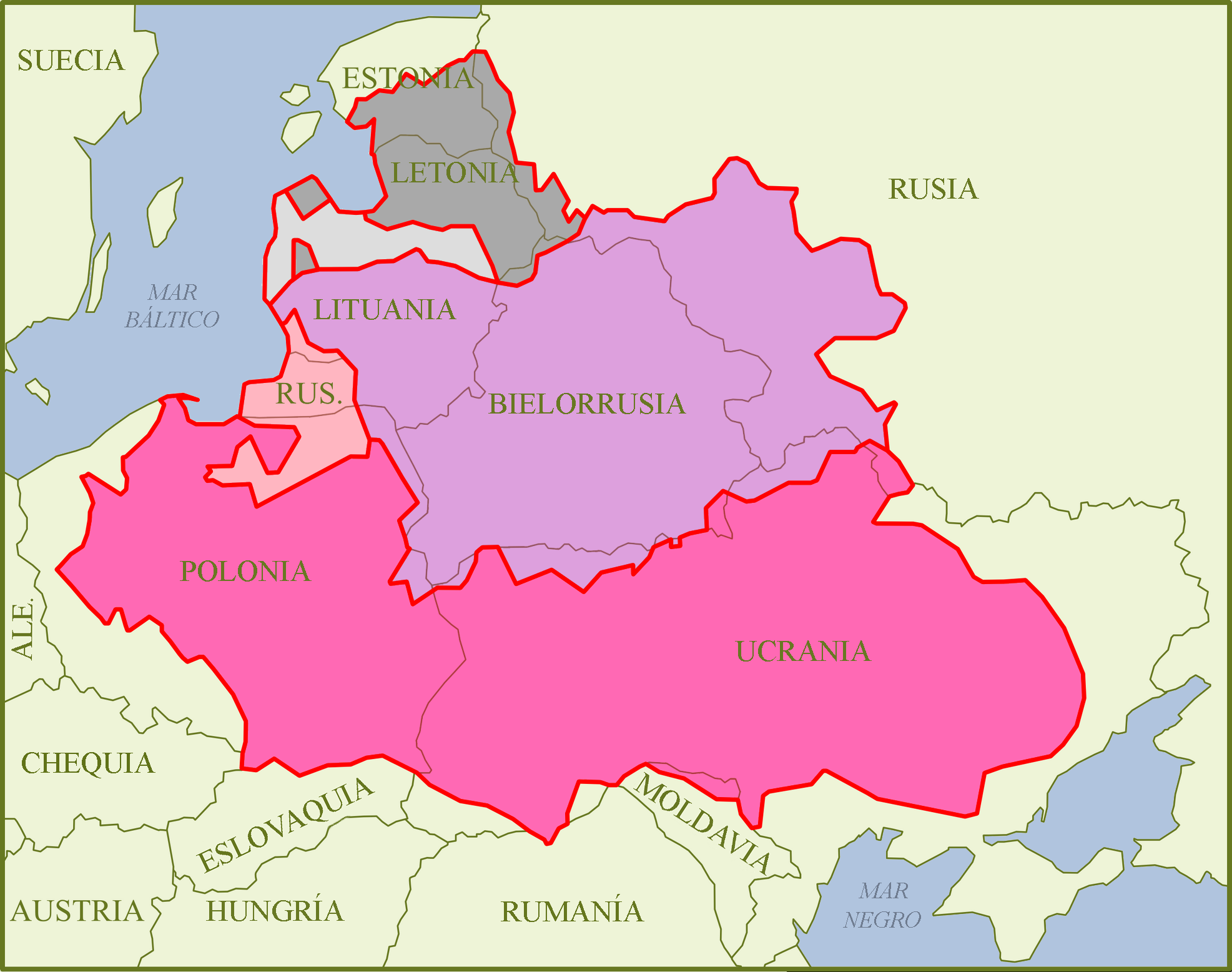
Polonia-Lithuania desde la Unión de Lublin (1569)

### Vida en la Estonia Medieval
Los pueblos bajo control germano fueron fundados por lo general el sitios donde estaban las oppida nativas. Eran los lugares donde se concentraba el poder político y religioso y donde comenzaron a llegar los artesanos y comerciantes: Tallin a partir de 1285, Tartu, Viljandi y Pärnu (Pernau en allemand) al final del siglo XIII, se sumaron a la asociación de ciudades comerciantes de la Hansa. Estas poblaciones se convirtieron en puestos en las rutas comerciales que llevaban las exportaciones rusas de pieles, mil y las importaciones de sal, vino, artículos de lujo y lana de Escandinavia y Europa Occidental. El mercado local exportaba centeno. Los comerciantes se organizaban en cofradías poco abiertas a los nativos. Las poblaciones tenían tamaño modesto: en el siglo XV Tallin tenía menos de 8000 habitantes, Tartu menos de 6000 y Narva 700.
Los campesinos debían dar una cuarta parte de los granos en calidad de tributo a los nobles alemanes

## Livonia

### Conflictos con Moscovia
Iván III de Rusia atacó Livonia en 1481 e incendió Viljandi. En 1492 hizo construir el fuerte de Ivangorod al lado de la fortaleza livoniana de Narva. En 1494 cerró las casas comerciales hanseáticas de los estonios en Novgorod y los metió en una cárcel. En 1501 los livonios cooperan con los lituanos para combatir a los moscovitas. Los rusos pasaron al contraataque y realizaron saqueos de Livonia, pero en 1502 los livonios volvieron a vencer y consiguieron la paz con los moscovitas hasta mitad del siglo XVI.

### Economía y cultura
La vida de los campesinos estonios era parecida a la de otros campesinos al este del Elba. En 1507 perdieron el derecho de llevar armas.
Recién en el siglo XVI los nobles comenzaron a obligar a los campesinos a trabajar para ellos varios días a la semana durante el verano. Los siervos velaban por el cumplimiento de este trabajo.
Los escritos de la época, de los que casi no queda nada, estaban escritos en latín o, para el uso cotidiano, en bajo alemán.
La influencia de la cultura alemana se hacía sentir ante todo en las ciudades. Allí estaban muy representadas diversas órdenes religiosas que venían de Alemania. La arquitectura gótica y, a partir de 1520, la renacentista, se instalaron con rapidez en Livonia. Las casas de los comerciantes tenían con frecuencia el estilo hanseático, con altos frontones, que aun se conserva en la Tallin actual.
Livonia importaba muchos objetos de arte de las ciudades hanseáticas occidentales, en especial de Lübeck.
Los estonios también contribuyeron con Occidente. Es así como el pintor de Reval Michel Sittow (1468-1525 o 1526) hizo fama primero en Brujas, Flandes, y luego en la corte española y en Italia. Sittow hoy día es conocido como uno de los más importantes artistas de la pintura ¨flamenca¨.

### Reforma
La Reforma luterana comenzó a predicarse en Tallin en 1524 y luego en otras ciudades y solo luego comenzó a expandirse por las zonas rurales. En 1523 el alemán Johan Lange de un convento de Stadte en el Elba predicó en Reval. Otro tanto hizo el predicador laico Melchior Hofmann en Dorpat de 1524 a 1526.
Gracias a esta reforma se fundaron escuelas por todo el país y se comenzaron a imprimir libros en idioma estonio. En Reval se comenzó a predicar en estonio en la Iglesia del Espíritu Santo y en Dorpat en la Iglesia de San Juan. Se produjeron disturbios ante todo entre los campesinos en 1524-1525, pero no fueron tan violentos como en otros países.
Desde ese momento, Estonia se vio inmersa en el área cultural luterana.
En 1552 la ciudad de Reval fundó una Escuela de los Jóvenes Pobres, donde recibían clase ante todo jóvenes estonios según la tradición luterana.

### Guerra de Livonia
Hacia mediados del siglo el zar moscovita Iván el Terrible consideró que había llegado el momento de conquistar la zona. 
Tratados de paz que Rusia había firmado con Livonia cincuenta años atrás caducaban en ese momento. Los líderes de Livonia trataron primero de negociar un nuevo tratado de veinte años, pero solo consiguieron una tregua de 1551 a 1552. La orden teutónica trató de pedir ayuda de Carlos V de España, pero este no respondió. En 1554 Livonia consiguió firmar un tratado con Moscú. compró su libertad ante el zar moscovita. A cambio Livonia se comprometía a no tener ningún tratado de alianza con Polonia-Lituania. Los moscovitas además exigían un pago de "intereses" por parte de Dorpat para garantizar la paz a toda Livonia. El texto alemán estipulaba que hasta 1557 se debía aclarar la base legal de dicho pago, mientras que el texto ruso decía que el tributo se debería realizar ese año. Los representante de Dorpat y Riga llegaron a Moscú en 1557 para aclarar el asunto. Los livonios se declararon entonces dispuestos a efectuar el pago. Sin embargo, como no tenían con ellos el dinero, el zar decidió atacar.
 En los primeros años la supremacía numérica de Moscú era abrumadora: los moscovitas contaban con unos 30000 soldados mientras que los livonios a lo sumo podían reunir a unos 7000.
Ni el rey polaco ni el rey sueco ni la confederación lituania estaban ene sos momentos interesados en luchar contra Moscú. Cuatro delegaciones livonias habían ido a visitar al rey danés en los años anteriores para pedir ayuda, pero no obtuvieron respuesta.
El 22 de enero de 1568 comenzó la invasión moscovita. En mayo las tropas de Iván tomaron Dorpat y el 18 de julio Narva. Los ejércitos eran dirigidos por el kan tártaro de Qasin, Şahğäli, lideró las tropas moscovitas-tártaras.

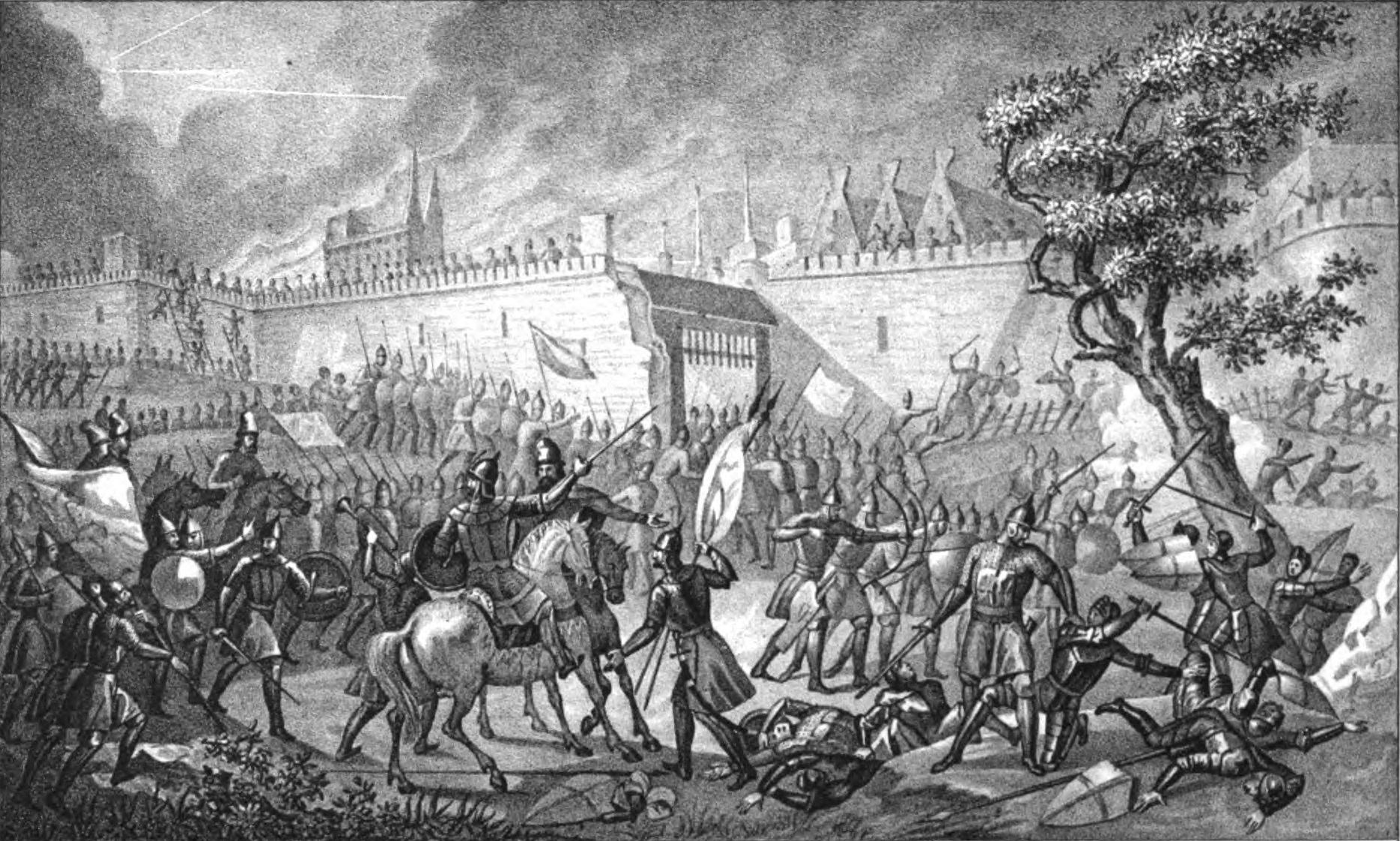
Asedio ruso de Narva

Estonia se convirtió en un campo de batalla, escenario de sucesivas guerras entre los grandes reinos de Dinamarca, Suecia, Rusia y Polonia. Los rusos establecieron voivodas para gerenciar los pueblos ocupados y construyeron iglesias ortodoxas de guarniciones. Aunque los rusos no tenían una flota de importancia, Narva se convirtió para ellos en un puerto importante gracias a comerciantes holandeses, ingleses y hanseáticos, que ahora colaboraron con ellos.
En marzo de 1559 comenzó una tregua. Los livonios volvieron a buscar aliados. A finales de agosto consiguieron una alianza con Segismundo II Augusto Jagellón como príncipe de Lituania. En septiembre Segismundo firmó un tratado con el obispo de Riga. Los livonios resultarían defraudados. El rey Federico II de Dinamarca compró los derechos de Ösel-Wiek y Curlandia al obispo Johannes von Münchhausen y traspasó esos derechos a su hermano Magnus von Holstein para arreglar su herencia. Este pasó a controlar esa parte de Livonia y poco después también adquirió los derechos de Reval. Los moscovitas lograron nuevos avancen territoriales en junio de 1560.
En el segundo tratado de Vilna de 1561 se terminó por disolver la debilitada Orden de Livonia. Sus tierras fueron secularizadas como Ducado de Livonia, Ducado de Curlandia y Semigalia y las tierras pasaron a formar parte del Gran Ducado de Lituania.
Suecia se apoderó de Estonia (el territorio de este nombre en aquella época correspondía al norte de la Estonia actual) y la isla de Dagö en 1563; Dinamarca se apoderó de la isla de Ösel. 
Entre 1570 y 1571 los moscovitas asediaron Reval.
Hacia 1578 Iván el Terrible comenzó a tener dificultades cuando el Kanato de Crimea atacó territorios moscovitas y quemó Moscú y se produjeron sequías y epidemias en su territorio. 
Aun así, las tropas moscovitas-tártaras se mantuvieron arrasando diversas zonas de Estonia.

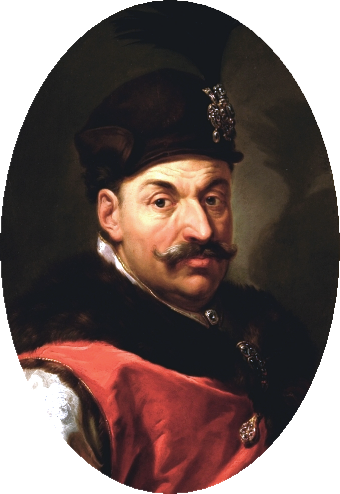
Esteban I Báthory

En ese año el Gran Ducado de Lituania se había unido con el Reino de Polonia bajo el liderazgo de Stefan Batory. Estos, además, consiguieron apoyo del Imperio Otomano. Batory trató entonces de tomar Livonia. En su primera ofensiva en 1579 tomo Polotsk con 22000 soldados. 
Los moscovitas consiguieron rechazar el asedio de Narva que se produjo entre el 14 y los últimos de septiembre de 1579.
En 1580 Batory conquistó Veliki Luki con 29000 soldados. 
En ese mismo año, entre octubre y diciembre, se produjo el asedio sueco a Padise y los muscovitas, que habían ocupado la abadía desde 1576, fueron derrotados.
En 1581 Batory con una tropa  de 100000 soldados asedió a Pskov. Federico II tenía dificultad en desarrollar campañas como los polacos y los lituanos y por ello llegó a un acuerdo con Juan III de Suecia y le otorgó los títulos de Livonia. Moscú reconoció finalmente el control polaco-lituano del Ducatus Ultradunensis en 1582.
Rechazados los rusos, son los suecos que tomaron la iniciativa. Con la victoria de Suecia, Estonia quedó bajo su dominio hasta principios del siglo XVIII.
Segismundo III Vasa gobernó en unión personal Polonia y Suecia a partir de 1592 y con ello dominó el territorio de Estonia. Los intereses conflictivos de suecos y polacos en Estonia, así como sus diferencias religiosas - los primeros eran protestantes y los segundos ante todo católicos, contribuyeron a que Suecia terminase por deponer a Segismundo en 1599.

División de territorios bálticos hacia 1600

## Tiempo sueco
Tras doce años de guerra, Polonia tuvo que cederles a los suecos Livonia en 1629 y Dinamarca les dejó Ösel. 
El dominio sueco sobre Estonia asentó de forma definitiva la Reforma luterana en el territorio. 
El reino sueco fundó un liceo en Dorpat en 1630 y uno en Reval en 1631. La universidad de Dorpat, fundada en 1632, impartía sus enseñanzas en alemán. 
Los reyes suecos confirmaron los antiguos privilegios de los alemanes en Estonia. Campo y ciudad se sostenían por un autogobierno de gran alcance, cuyos órganos principales eran las caballerías del campo, el cabildo de Reval y los dos consistorios espirituales, uno de campo, otro de Reval.
El Imperio Sueco estaba interesado en la estandarización de la enseñanza religiosa y para ello promovió la traducción y publicación de obras luteranas. Esto a su vez contribuyó a la difusión de la escritura.
En 1637 Heinrich Stahl publicó la primera gramática de la lengua estonia
. 
Johann Fischer de Lubeck fundó una editorial en Riga que no solo tradujo y publicó libros en letón, sino en estonio. 
El joven estonio Bengt Gottfried Forselius, sin estudios formales, nacido en Madise, fundó en 1684 una escuela cerca de Dorpat con el fin de enseñar a leer y escribir a jóvenes campesinos. Estos se comprometían a su vez a enseñar a leer y escribir a otros. Forselius murió joven, en 1688. Al momento de su muerte había fundado 38 escuelas con 800 alumnos en la Livonia sueca y 8 en la Estonia sueca. Aunque las escuelas que fundara sufrirían tras la ocupación rusa, su memoria se mantuvo viva entre los estonios como uno de los promoteres nacionales de la educación.
En 1686 apareció una primera edición de un Nuevo Testamento en estonio meridional. La Corona sueca apoyó financieramente estas publicaciones.

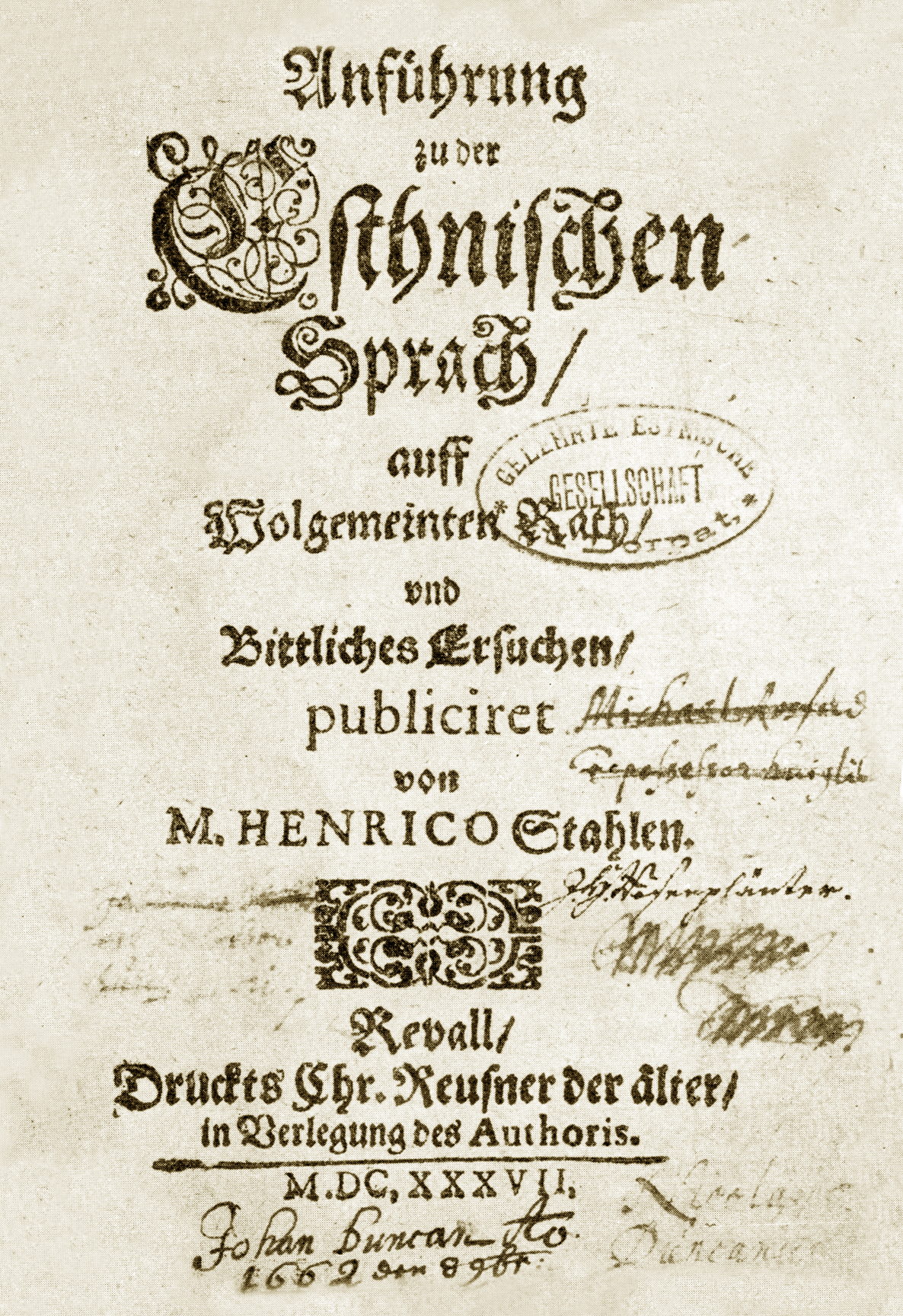
Primera gramática del idioma estonio

Aunque los textos religiosos se publicaban en estonio, siguió implantada la cultura alemana, del mismo modo que quienes dominaban la sociedad siguieron siendo los aristócratas terratenientes de origen alemán (llamados barones bálticos) y los burgueses y comerciantes herederos de la Hansa. 
En los años 1695-1697, propulsada por lluvias masivas y frío extremo, se produjo una gran hambruna en toda Europa del Este. Estonia no escapó a esto. Unas 70.000 personas, o casi una cuarta parte de la población, murieron. Los funcionarios suecos que evaluaron la situación después del final de la hambruna estimaron que Estonia tardaría entre 20 y 30 años en recuperarse de la hambruna, pero no hubo tal tiempo, porque la Guerra del Norte estalló después de solo tres años.

## Primera ocupación rusa

### Guerra del Norte
Pedro I de Rusia, decidido a conseguir una salida al mar Báltico, atacó a los suecos en el año 1700. Carlos XII de Suecia obtuvo victorias iniciales. Fue así como en 1700 las tropas suecas derrotaron en la Batalla de Narva a las tropas rusas.

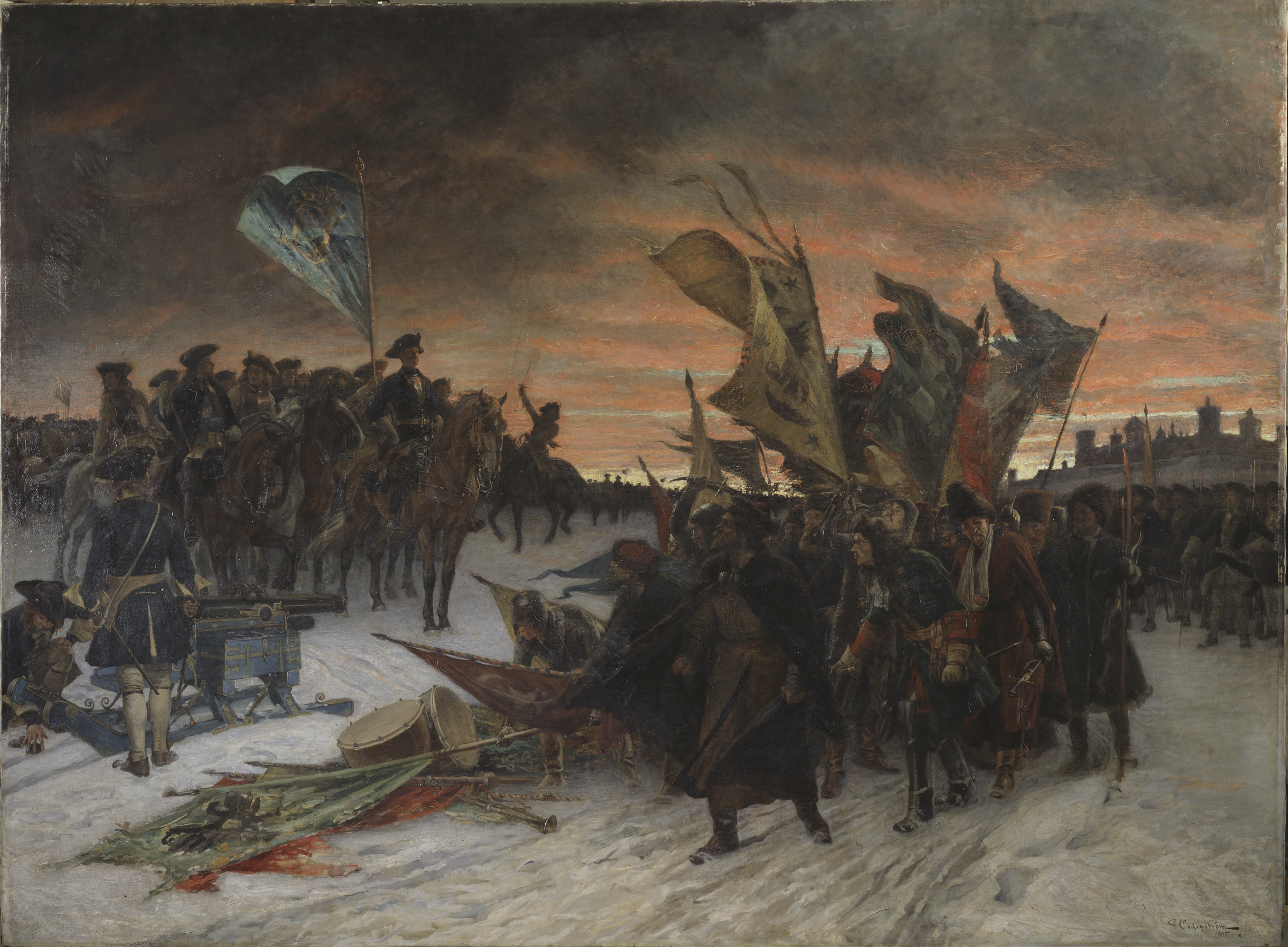
Batalla de Narva de 1700

El 29 de julio de 1702 se produjo la batalla de Hummelshof o Hummuli en el sur de Estonia entre las tropas del rey sueco y las del zar ruso. Del lado sueco el noble alemán báltico Wolmar Anton von Schlippenbach dirigía a unos 5700 combatientes. Del lado ruso Borís Sheremétev
comandaba 10000. Los suecos fueron derrotados. Con esto comenzó el control ruso de Livonia. Los habitantes de Walk (Valga) fueron deportados a Pskov en Rusia y la ciudad fue arrasada. Los rusos obligaron a sus habitantes a renunciar a su fe luterana y a convertirse a la ortodoxia rusa. Las tropas rusas pasaron a saquear muchos pueblos de la región. Los jefes militares rusos mandaron a tártaros y calmucos a destruir pueblos y a llevarse a gente en calidad de esclavos.
Los rusos ocuparon Narva y Dorpat en 1704. En 1708 deportaron parte de la población estonia a Rusia.
En 1709 Carlos XII decidió atacar al Imperio Ruso bastante dentro del territorio de este y fue derrotado de manera decisiva en Poltava. 
Tras la Gran Guerra del Norte, Estonia quedó a merced de Rusia. El Tratado de Nystad de 1721 confirmó la anexión de Estonia. El país pasó a formar parte del Imperio Ruso hasta la Primera Guerra Mundial.

### Condiciones iniciales de la ocupación
El dominio ruso no cambió especialmente la vida cotidiana de los estonios: los aristócratas germánicos conservaron el dominio de la tierra y los barones bálticos pasaron a servir en el ejército y la administración del zar ruso. . Solo los pastores luteranos (también germánicos en su mayor parte) continuaron interesados por sus feligreses estonios: en 1739 se publicó una traducción de la Biblia en estonio.
La nobleza germanófona reforzó su control sobre las tierras agrícolas. Los mõisad, controlados en un 90% por unas 4000 personas de origen alemán o un  1% de la población, tenía un 81% de las tierras cultivables en Livonia en 1758 y 95% en Estonia en 1774. Durante el mismo período el número de tierras explotadas por estonios de manera permanente disminuye y aumenta la de empleados agrícolas empleados por temporada. Hacia 1780 el porcentaje de los campesinos estonios que vivían como siervos era de un 96%. 
Caterina II llegó al trono en 1762. En 1764 visitó a los Países Bálticos y tras esa visita, en la que vio la situación delicada de los campesinos, trató de limitar el poder de la clase dirigente germano-báltica.

### SigloXIX

#### Liberación de los siervos en Estonia
En octubre de 1802 se produjeron disturbios en Kauguri, cerca de Valmiera, en la actual Letonia y solo la acción de militares rusos pudo reprimir las manifestaciones. Las investigaciones que se realizaron para determinar las causas llevaron a que se introdujeran en Letonia las leyes de los siervos en 1804, que determinaban que los siervos estaban atados a su parroquia y no a los terratenientes. La ley aclaró la posición de los campesinos y el sistema judicial fue reformado.
La misma ley entró en vigencia en Estonia en 1804.

#### Universidad de Dorpat
En abril de 1802 fue posible refundar la Universidad de Dorpat gracias a la actitud liberal del nuevo emperador ruso. La universidad era de orientación luterana y el idioma usado era el alemán, algo único en el Imperio Ruso. La universidad sirvió para traer especialistas altamente necesitados en el imperio y para que los estudiantes rusos la usasen como punto de entrada al mundo alemán, que en ese momento dominaba el ámbito académico.
Por toda Europa corrían vientos nacionalistas. A patir de 1830 los estonios comenzaron a reivindicar su identidad y a usar la palabra eeslane, estonios para denominarse. Hasta ese entonces se llamaban maarahvas, gente del país, y llamaban a su idioma maakeel, la lengua del país. Aun así el alemán continuó siendo la lengua de la cultura y dominarla era necesario para cualquier progreso social. Los miembros de la comunidad intelectual estonia comenzaron a forjar el idioma estonio moderno a partir de la segunda mitad del siglo XIX a través de neologismos, préstamos o mezclas. Diccionarios editados a comienzos del siglo XIX contribuyeron a fijar coherencia a dichos trabajos. La grafía del estonio se adaptó para reproducir de manera más precisa la pronunciación. Se le acercó al finlandés. Apareció una prensa en estonio. En la primera mitad del siglo XIX los tirajes eran reducidos. El primer periódico verdadero  fue el ''Perno Postimees, editado por Johann Voldemar Jannsen del 1857 al 1864 y contaba con 2000 subscriptores.
Siguiendo el ejemplo de otros países, también en Estonia se despertó el sentimiento nacionalista. En 1862 se editó en idioma estonio la epopeya nacional Kalevipoeg, versión del Kalevala finlandés. 
Entre los escritores estonios que se distinguieron en la segunda mitad del siglo XIX estuvieron Lydia Koidula y Juhan Liiv.

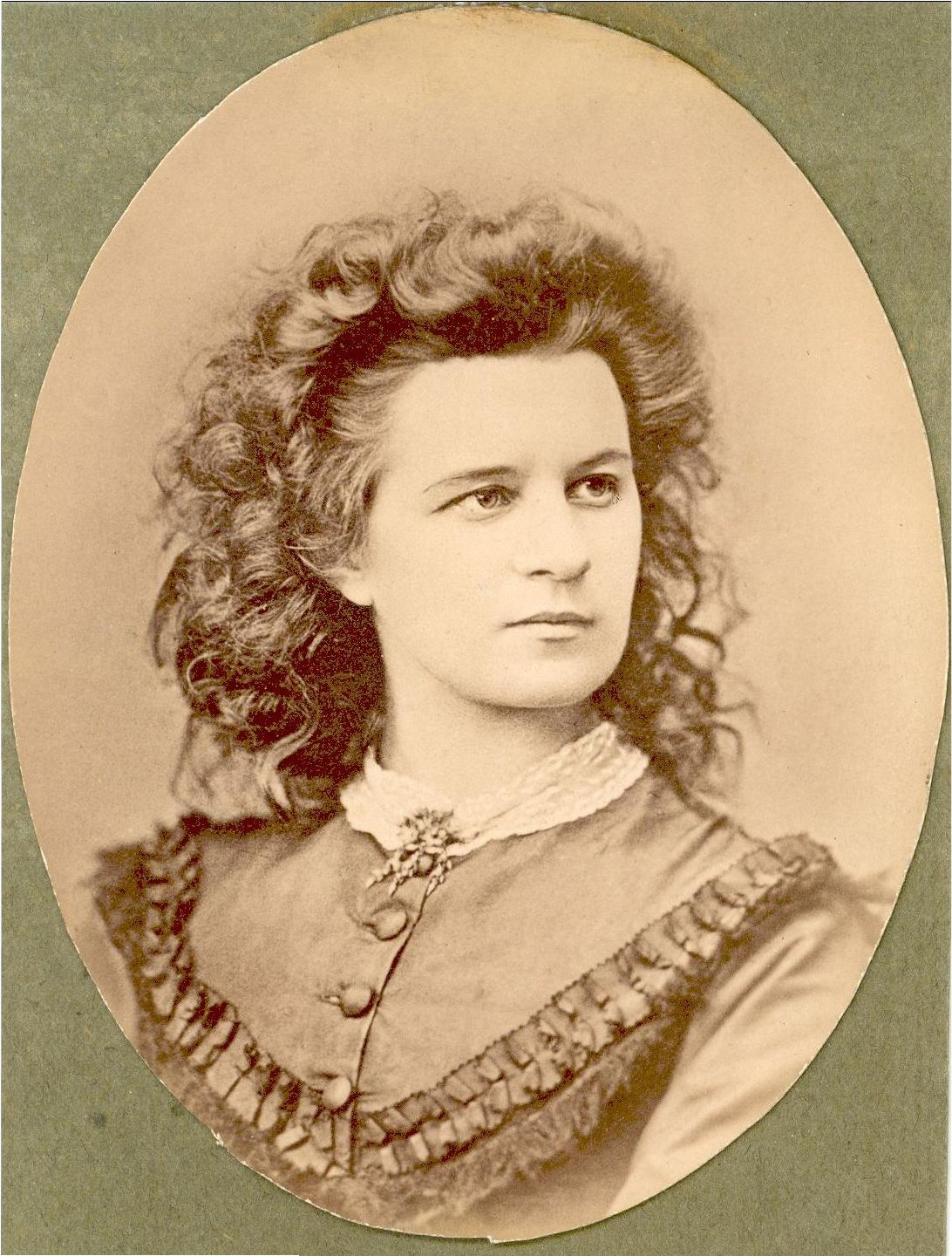
Lydia Koidula, una de las grandes poetas de Estonia

### Proceso de rusificación en elsigloXIX
A finales del siglo XIX, Estonia (como otras provincias del Imperio Ruso) sufrió una brutal política de rusificación. El ruso se convirtió en el único idioma autorizado por la Administración. En septiembre de 1885 Rusia promulgó un decreto mediante el cual se impuso al ruso como único idioma a usar en la administración, la policía y en el sistema judicial. Por ley también el ruso pasó a substituir al alemán en la universidad de Dorpat, cuyo nombre pasó a ser Jurjev.

#### Esfuerzos estonios de promoción cultural

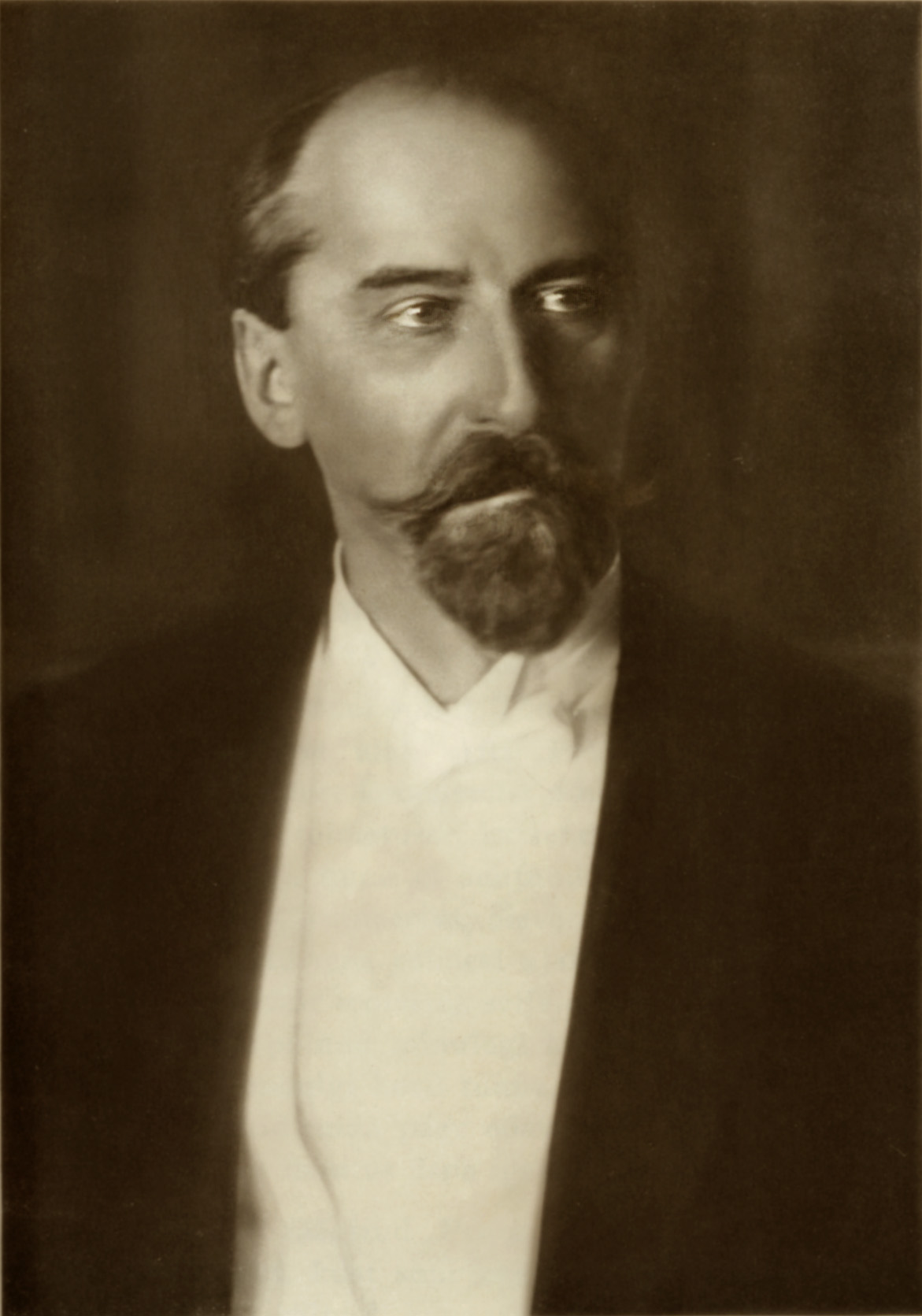
Jaan Tõnisson, editor de Postimees y primer ministro de Estonia

Tras la muerte de Alejandro III en 1894 se atenuó algo el autoritarismo ruso y el movimiento estonio se politiza. Los líderes del movimiento no piden independencia, que no creen realista, sino tan solo el reconocimiento de su existencia como pueblo y la igualdad de los estonios ante los alemanes  bálticos. Una de las figuras más destacadas era Jaan Tõnisson. Este abogado, antiguo presidente de los estudiantes estonios, tomó la dirección del principal periódico nacional, el Postimees, en 1896. Había sido editor de ese periódico desde 1893 hasta 1935. Promovía el reconocimiento del pueblo estonio ante la ley en alianza con los alemanes bálticos. De carácter conservador, consideraba que la identidad estonia se hallaba en sus raíces rurales. El abogado Konstantin Päts, futuro político importante de la Estonia independiente, fundó en 1901 en Tallin el segundo periódico estonio, Teataja. Este periódico tenía un estilo popular y dirigido a las masas, al contrario que Postimees, que era más intelectual. Päts, más radical, deseaba sacar a los alemanes bálticos del poder y aunque no seguía tesis socialistas, se interesaba por los grupos más desfavorecidos de la población. 

#### Nivel educativo
En 1897 el 94% de los estonios, mujeres y hombres, sabía leer y escribir, contra un 29% de los rusos (45% de los hombres rusos y 15% de las mujeres). Muchos estonios también hablaban varios idiomas, lo que les permitía tener acceso a la literatura alemana aparte de la rusa.

#### Economía estonia a finales del siglo
Dos tercios de los agricultores estonios eran obreros agrícolas de pocos recursos. Aun así, las prácticas agrícolas evolucionaron con rapidez con la generalización de los fertilizantes. A finales del siglo se comenzaron a crear movimientos cooperativos y de financiamiento. Debido a la competencia mundial con los cereales los estonios se enfocaron en el cultivo de papas, que se convierten en la base de la alimentación, el cultivo de lino y la crianza de vacas, que generan productos lecheros para San Petersburgo en Rusia.

### Comienzos delsigloXX
El proceso de rusificación siguió en el siglo XX. 
Durante la Revolución Rusa de 1905 también hubo manifestaciones en Estonia.  El 16 de octubre las fuerzas armadas rusas abrieron el fuego contra una manifestación en la ciudad de Tallin y mataron entre 28 y 95 personas. Hubo más de 100 heridos.
En 1906 se terminó la construcción de una catedral ortodoxa en el pleno centro de Tallin, la Catedral de Alejandro Nevski de Tallin.
Ver Historia de los judíos en Estonia.

## Estonia Independiente: 1918-1940

### Guerra de independencia
La llegada al poder de los bolcheviques en Rusia no fue reconocida por la Dieta estonia, la Maapäev, y este órgano se declaró la única autoridad legal en Estonia. Entonces, los comunistas ocuparon la región brevemente, ya que tuvieron que abandonarla a finales de febrero de 1918, ante la llegada de tropas alemanas. 
El 24 de febrero de 1918, los miembros de la Maapäev, que habían permanecido ocultos, proclamaron la independencia de Estonia, fecha celebrada todavía en la actual Estonia. 
Ese día se subió la bandera en la torre de Pikk Hermann en Tallin. 
La llegada de los alemanes a Tallin un día después finalizó la esperanza de una verdadera autonomía.
Las tropas alemanas permanecieron en el país, ya que el tratado de Brest-Litovsk estipulaba control alemán de esta región hasta que se decidiese. 
Las fuerzas militares alemanas crearon una asamblea provincial, dominada por los alemanes del Báltico, y se planteó la posibilidad de unir a Estonia con los otros pueblos bálticos, con el objetivo de formar el Ducado Báltico Unido, que sería un protectorado del Imperio Alemán.
Los alemanes volvieron a introducir el alemán en las cortes, en la Universidad de Tartu y en la administración local. 
En la primavera de 1918 el Reino Unido, Francia e Italia reconocieron de facto la independencia de Estonia.

#### Reforma agraria

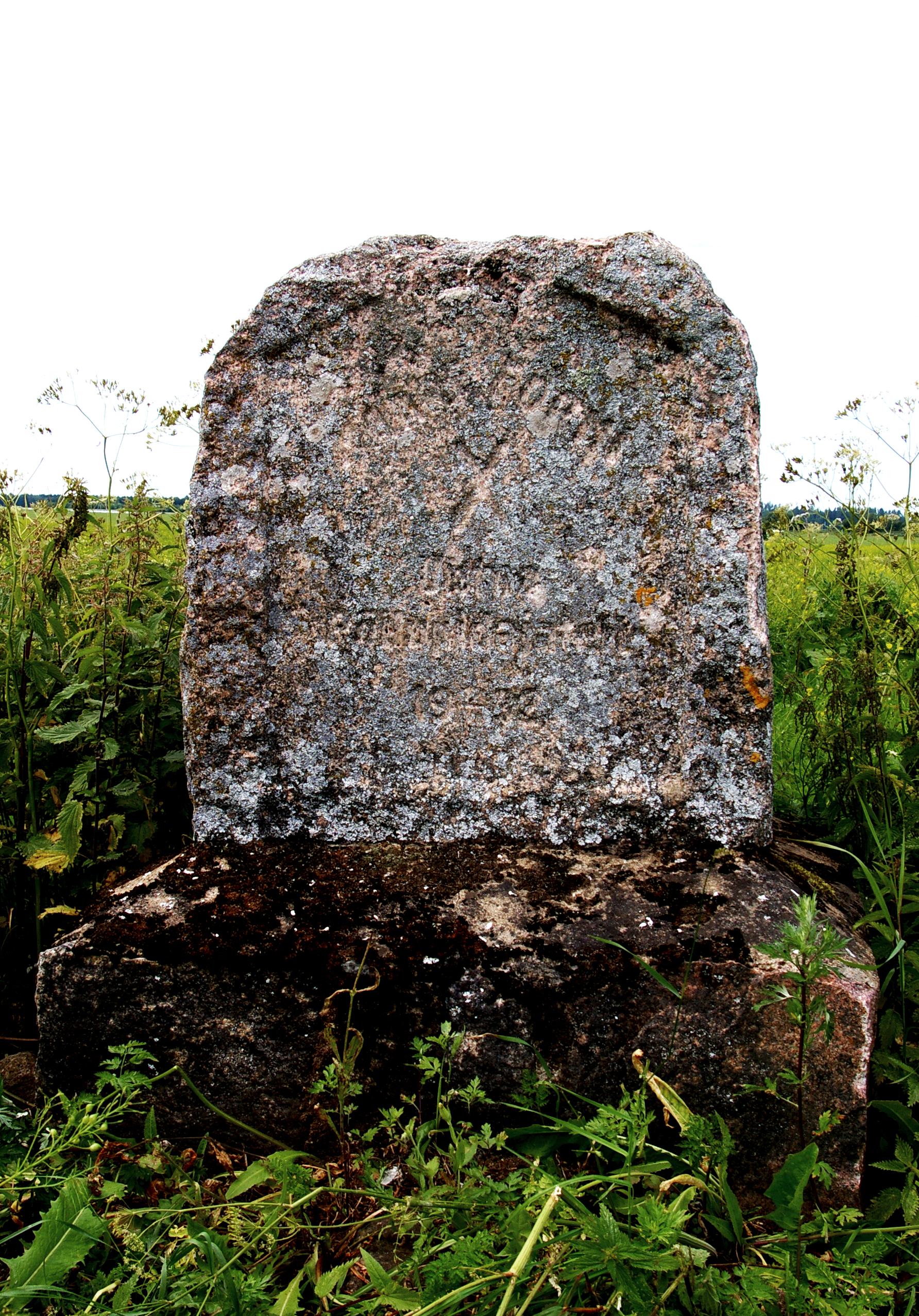
Pequeña placa erigida por los campesinos en Uhtna, Municipio de Rakvere, en conmemoración de los 10 años de la Reforma Agraria

El gobierno estonio comenzó una profunda reforma agraria. La distribución de tierras había comenzado a realizarse en 1918, pero la reforma se codificó recién en 1919. El 10 de octubre entró en vigor la Reforma Agraria de Estonia. Se confiscó el 97% de las tierras que estaban en manos de los alemanes bálticos. En los siguientes veinte años se crearon unas 57000 granjas para campesinos estonios. Las granjas tenían una extensión promedio de 20 hectáreas. Aproximadamente 400000 personas, casi la mitad de la población, se benefició por la reforma.
A diferencia de las reformas socialistas, los antiguos terratenientes podían mantener sus casas y hasta 50 hectáreas. Además, no se produjeron persecuciones. Esto diferenciaba la causa estonia de los procesos soviéticos y le quitaba atractividad a los comunistas.

#### Final de la intervención alemana
La revolución de noviembre de 1918 acabó con la monarquía en Alemania y con los planes alemanes de establecer un estado germano báltico que incluyera a Estonia. El 19 de noviembre, Konstantin Päts recibió el control de Estonia de los ocupantes alemanes, que iniciaron su retirada. No obstante, el comandante alemán, Rüdiger von der Goltz, tomó el mando de los Baltische Landeswehr, grupos paramilitares formados por soldados alemanes y alemanes bálticos estacionados en Letonia, cuyo objetivo era la defensa de los territorios bálticos contra los soviéticos.

#### Invasión soviética
El gobierno soviético declaró el 13 de noviembre de 1918 el tratado de Brest-Litovsk como inválido. El 28 de noviembre empezó la invasión rusa, ahora como tropas soviéticas, sobre el territorio estonio. Los soviéticos capturaron Narva el 29 de noviembre. Las tropas soviéticas ejecutaron a unas 600 personas que consideraban "enemigos de las clases obreras". Los estonios detuvieron a bolcheviques, ejecutaron a su vez a unos 300 y 200 más murieron en las cárceles.
El 12 de diciembre de 1918 tres cruceros y nueve destructores británicos llegaron al puerto de Tallin para ayudar a los estonios. Los británicos no proporcionaron fuerzas terrestres, lo que desilusionó a los estonios, pero sí dieron armas, carbón y comida y siguieron haciéndolo hasta finales de 1919. Finlandia envió a 3000 voluntarios.

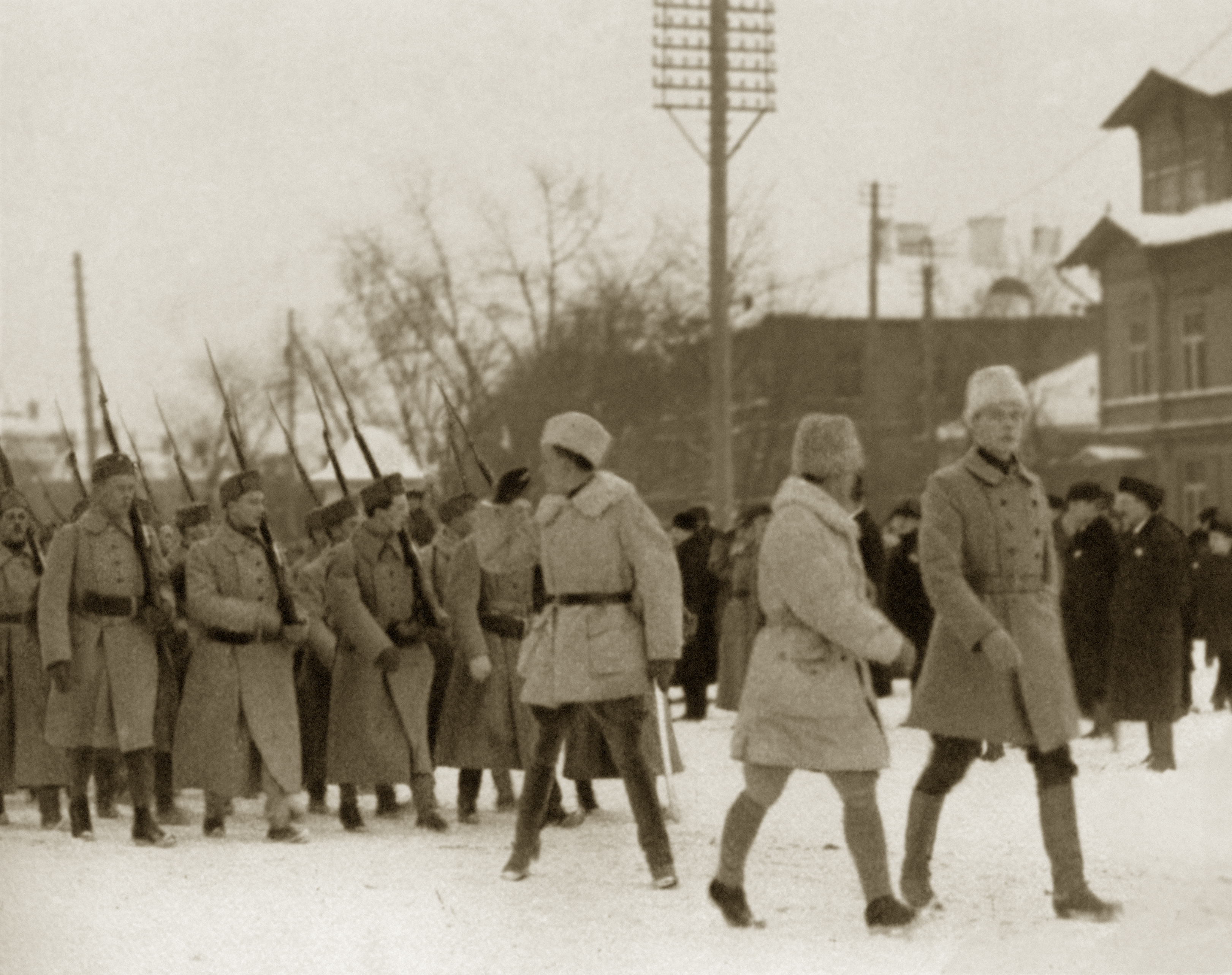
Llegada de voluntarios finlandeses a Tallin

La ayuda británica y finesa fue fundamental para organizar rápidamente un ejército nacional capaz de montar un contraofensiva. 
El gobierno estonio nombró a Johan Laidoner comandante en jefe el 23 de diciembre.

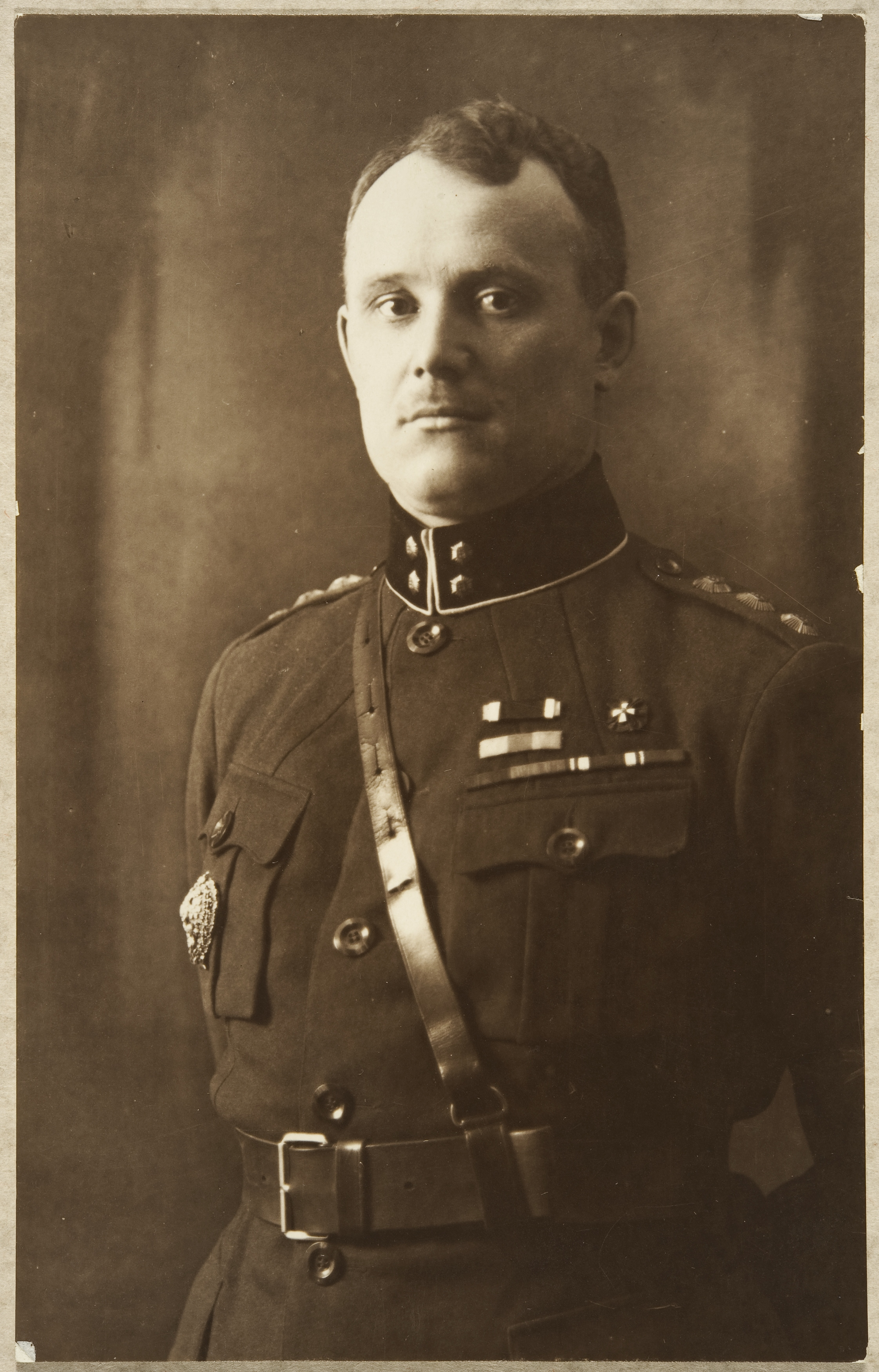
Johan Laidoner, primer comandante en jefe del ejército estonio

A finales de diciembre los soviéticos se hallaban a 40 kilómetros de la capital. Pero ya en enero las tropas estonias se encontraban en pleno contraataque. El ejército estonio halló a montones de víctimas ejecutadas por los soviéticos al volver a Tartu, Rakvere y Valga.
Para febrero de 1919, los soviéticos habían sido expulsados de Estonia y el frente seguía al río Narva. Luego, la guerra se dirigió al sur, ya que los alemanes de la Baltische Landeswehr aprovecharon que los Aliados les permitieron quedarse en Letonia para subir al poder a un gobierno pro-germano.

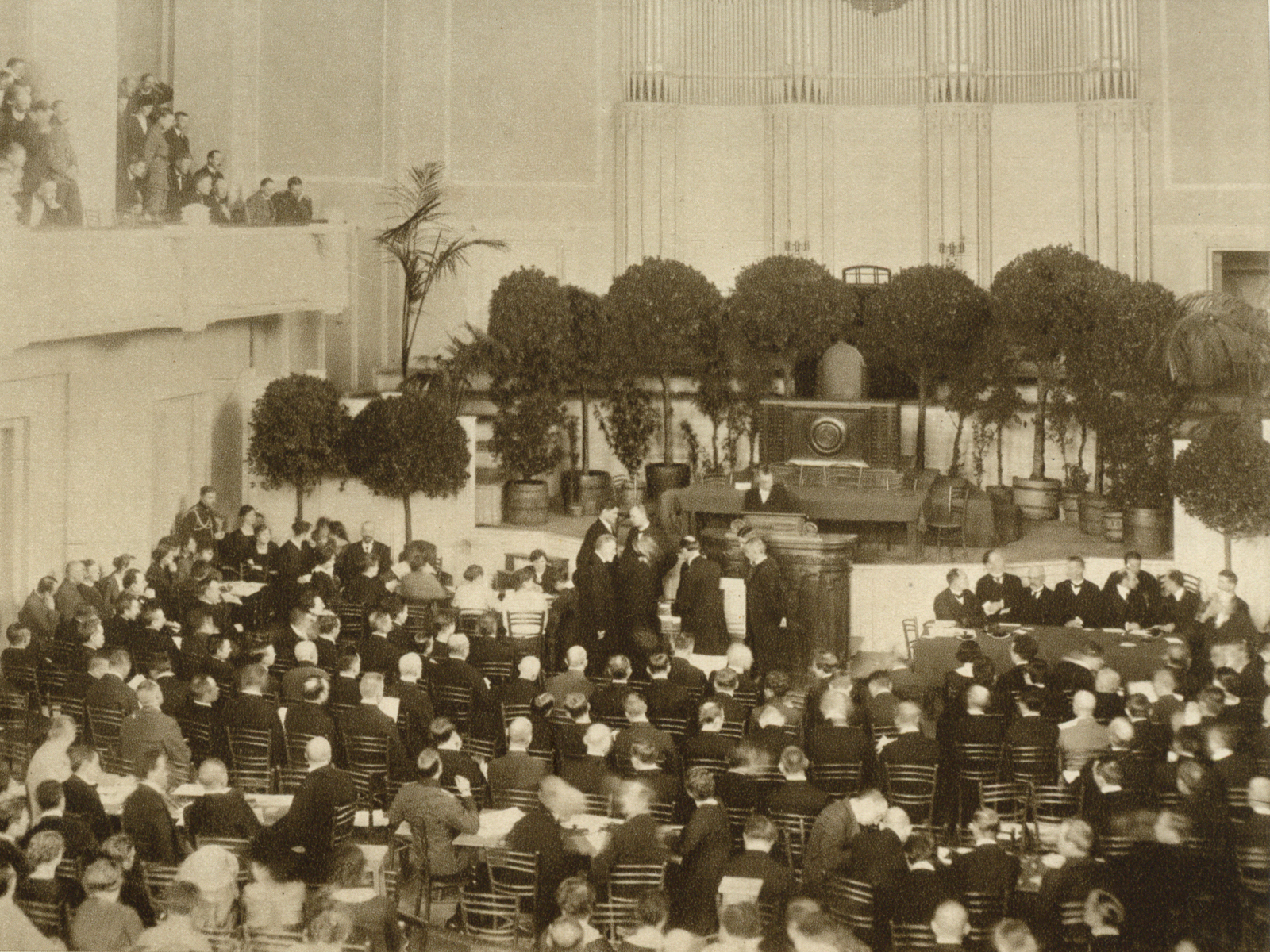
Primera sesión de la Asamblea Constituyente el 23 de abril de 1919

El 23 de mayo de 1919 hubo un primer encuentro en la ciudad rusa de Pskov entre estonios y soviéticos para negociar un armisticio, pero no hubo éxito. Dos días después las tropas estonias ocuparon Pskov.

#### Frente sur ayudando a letones
Los estonios procedieron a ayudar al ejército letón. Las tropas estonias y letonas combinadas derrotaron a los alemanes el 22 de junio de 1919 en Cēsis y los siguieron hacia Riga. Las tropas británicas mediaron y permitieron a los alemanes retirarse 
Después exigieron a las fuerzas de Estonia que se retiraran de los territorios norteños letones, pero estos últimos se negaron, sospechando una posterior invasión germana. Los ejércitos nacionales de Estonia y Lituania se enfrentaron a los germanos en la batalla de Wenden, siendo derrotados los últimos. 

#### Continuación de guerra con soviéticos
La guerra con los bolcheviques continuó, y tras una fallida ofensiva estonia sobre Petrogrado en septiembre de 1919, el frente se congeló. 
En noviembre de 1919 el soviético Maxim Litvino llegó a Tallin para indicar que los soviéticos estaban dispuestos a negociar. Aun así, los soviéticos volvieron a lanzar ataques en las últimas dos semanas de diciembre. El 31 de diciembre se consiguió firmar un armisticio.
El 3 de enero de 1920 cesaron las hostilidades y se comenzó a elaborar un tratado de paz. Finalmente, el 2 de febrero de 1920, Estonia y la Rusia soviética firmaron el Tratado de Tartu, siendo definidas las fronteras entre ambos Estados, y Rusia renunció al control sobre Estonia "para siempre". Los soviéticos inicialmente querían quedarse con la parte noroccidental de Estonia, donde hay esquistos bituminosos 1920, pero la posición soviética no consiguió esto. La frontera terminó trazándose más allá del este del río Narva e incluía Ivángorod. 
Este territorio luego fue tomado por Rusia durante la ocupación soviética tras la Segunda Guerra Mundial y la frontera actual quedó en el río Narva.

### Estonia en paz, bajo tensión
La constitución de Estonia entró en vigor el 21 de diciembre de 1920. Procuraba diferenciarse del autoritarismo de los antiguos ocupantes. Los puestos en la Asamblea Nacional se asignaban por representación proporcional. Las mujeres obtuvieron de inmediato el derecho al voto. Como en ese momento la población étnicamente estonia era un 90% del total, las otras comunidades no se veían como una amenaza para la persistencia del idioma nacional. Se declaró que la gente podía dirigirse al gobierno nacional no solo en estonio, sino también en ruso, sueco o alemán.
Durante este período, Estonia consiguió establecer relaciones oficiales con los principales Estados europeos, afirmando así su posición en Europa.

#### Intentona de golpe comunista de 1924
El 1 de diciembre de 1924 un grupo de 300 comunistas trató de hacer un golpe de Estado a la vez que tropas soviéticas se preparaban para cruzar la frontera. Los atacantes mataron a 21 personas, incluido el ministro de transporte. 12 de los atacantes murieron en la intentona. 123 de ellos fueron ejecutados y el resto terminaron en prisión.
Ese fue el  último intento serio de la URSS de intervenir en Estonia hasta 1940.

#### Comienzos de la República de Estonia
En 1925 se creó un Fondo Cultural para apoyar la literatura, la pintura, la escultura, la música y el drama.

#### La crisis de la democracia y los "avispones"
La crisis económica fue produciendo un creciente antiparlamentarismo. Surgieron numerosas organizaciones de veteranos de la guerra de independencia, jóvenes con una cierta reputación.
En octubre de 1926 apareció en Tallin una Liga de Veteranos de la Guerra de Independencia. Su nombre en estonio, los vapsid, evocaba la palabra vapsikud, avispones.
La Liga fue ganando en importancia y se sumaron a ella no veteranos. En enero de 1932 los avispones propusieron un referendo para introducir una figura presidencial y reducir el número de diputados, pero también para dejar de pagar reparaciones por la repatriación de los germanos bálticos, de los "mõisnikud". Los partidos tradicionales tratan de quitarle viento al movimiento y lanzan su contrapropuesta para aceptar a un presidente y reducir el número de parlamentarios a 80. Durante un año se sucedieron propuestas y contrapropuestas. 
En julio de 1933 se tuvo que devaluar la moneda estonia, lo que se sintió como una humillación nacional.
Finalmente, en octubre de 1933 un 77,9% de los votantes aprobaron las propuestas de la Liga, que fueron apoyadas por Laidonen y Päts, ambos en la oposición.
Se trataba ante todo de un rechazo al gobierno de Tõnisson.

#### Economía en depresión
La Gran Depresión afectó profundamente a Estonia, en especial en el caso de los precios agrícolas. La producción en este sector cayó de 247 millones de coronas en 1927 a 133 millones en 1933.

Konstantin Päts fue elegido el 21 de octubre de 1933 para liderar el gobierno de transición hacia la segunda constitución.

#### La Era del Silencio: 1934-1940
Se declaró un estado de emergencia y se ilegalizó el Movimiento Vaps. 400 de sus miembros fueron arrestados, incluyendo al candidato presidencial Andrés Larka. Johan Laidoner fue nombrado Comandante en Jefe de las Fuerzas Armadas. El período que siguió se llamó la Era del Silencio y se marcó por el colapso de la democracia y un paso al autoritarismo.
En enero de 1936 Päts anunció un referendo para reestructurar el parlamento en dos cámaras. La edad mínima de votación se subió de 20 a 22 años para evitar que los conscriptos participasen en las elecciones y tuviesen una influencia muy grande. La oposición boicoteó el referendo pero este fue aprobado por 474000 votos contra 149000. Se realizaron elecciones en diciembre de ese año. Aunque no se permitieron partidos opositores, políticos opositores sí pudieron participar. 64 candidatos gubernamentales fueron electos contra 16 opositores. El parlamento entró en funcionamiento recién en febrero de 1938.
En 1938 Estonia, al contrario que Finlandia, no se preparó para la guerra con la Unión Soviética ni hubo debate sobre ello.

#### Pacto nazi-soviético
La independencia se vio truncada por el pacto firmado en agosto de 1939 entre el poder soviético y la Alemania nazi, donde la Unión Soviética obtuvo la aprobación alemana para recibir a Estonia en su esfera de influencia. Luego de la invasión de Polonia, la Unión Soviética exigió tener bases militares en Estonia, petición que fue aprobada por el gobierno de este país el 28 de septiembre.

## Primera ocupación soviética (1940-1941)
El 14 de junio de 1940, la Unión Soviética bloqueó a Estonia por mar. Dos días después, los soviéticos exigieron que el gobierno de Estonia permitiera la ocupación militar, acusándolos de conspirar contra la Unión Soviética. 
El gobierno estonio, dada la hegemonía de las fuerzas soviéticas en las fronteras y dentro del país, decidió evitar un derramamiento de sangre y decidió no resistir. Estonia aceptó el ultimato. 
El 17 de junio los soldados soviéticos estacionados en sus bases dentro de Estonia salieron a las calles y tomaron el poder. Estonia dejó de existir de facto como país libre. El siguiente día unos 90000 militares más entraron en el país. Un golpe de Estado comunista apoyado por fuerzas soviéticas hizo la ocupación "oficial".
El 21 de julio, Estonia fue proclamada una república socialista, y el 6 de agosto fue anexada a la Unión Soviética bajo el nombre de República Socialista Soviética de Estonia.
Se organizaron "elecciones parlamentarias" donde solo los candidatos comunistas estaban  permitidos. El parlamento que se estableció entonces proclamó a Estonia como República Socialista y pidió que la Unión Soviética "aceptase" Estonia. Estonia fue anexada formalmente el 6 de agosto.
Durante el primer año de ocupación soviética (1940–1941) los soviéticos arrestaron a más de 8000 personas, incluidos la mayoría de los políticos y oficiales. Unos 2200 fueron ejecutados en Estonia mientras que el resto terminó en prisiones en Rusia, de donde pocos lograron salir con vida. El 14 de junio de 1941 se produjeron deportaciones masivas en los tres países bálticos. 10000 civiles estonios fueron deportados a Siberia y a otras zonas remotas de la Unión Soviética, donde la mitad murió. De los 32100 hombres estonios que fueron realocados a Rusia con el pretexto de reclutamiento en la armada soviética casi un 40% murió en los llamados "batallones de trabajo" debido a hambre, frío y demasiado trabajo. Durante el primer año de ocupación soviética, unos 500 judíos fueron deportados a Siberia.

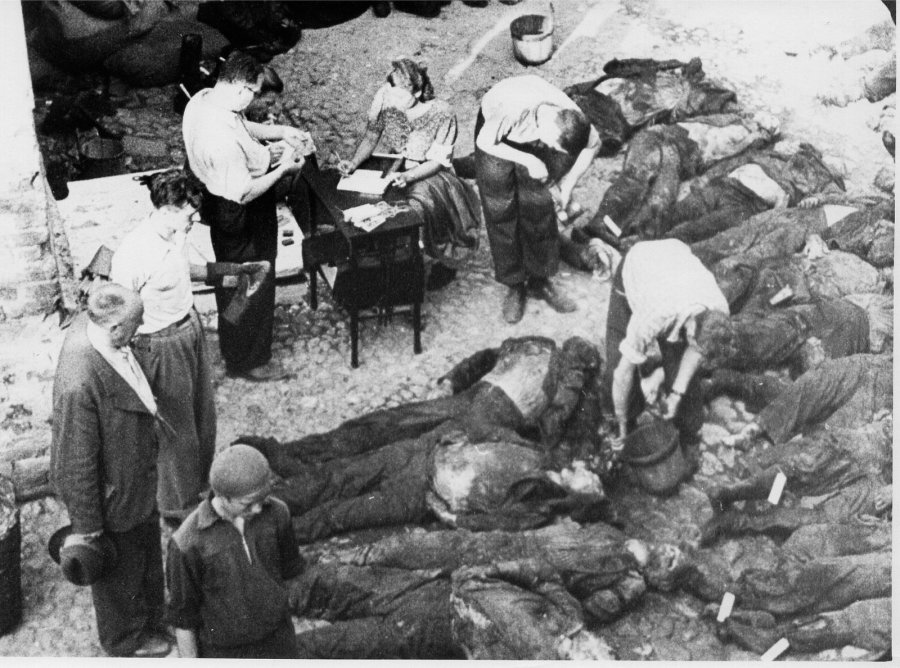
Víctimas de la NKVD soviética en Tartu, Estonia en 1941

En los años 1940 y 1941 la Unión Soviética llevó a cabo represalias contra 52.750 personas, de los que 18.090 fueron asesinados.
Konstantin Päts fue detenido por los soviéticos y fue deportado a Rusia, donde murió en 1956.

## Ocupación nazi (1941-1944)
El pacto entre los nazis y los soviéticos se rompió con la Operación Barbarrosa de los primeros. Las tropas alemanas atacaron la Unión Soviética y entraron con rapidez en Estonia. 
Debido al trauma de la represión soviética, parte de la población estona recibió al comienzo con esperanza a las tropas alemanas. 
Miles estonios se unieron a las Waffen-SS para luchar contra los soviéticos, formándose la 20.ª División de Granaderos SS, también conocida como la 1.ª División Estonia.
Parte de sobrevivientes de esta división lograron rendirse ante las fuerzas occidentales y consiguieron escapar de la captura soviética. 300 de ellos llegarían a guardar los perímetros de Tribunal Internacional de Núremberg en 1946.

### El Holocausto en Estonia
Durante la ocupación alemana, en Estonia se estableció el centro de exterminio de Vaivara, siendo llevados allí judíos y gitanos de regiones vecinas. Afortunadamente, la mayoría de los judíos de Estonia había escapado antes de la llegada de las Einsatzgruppen.
En total combatieron del lado de los nazis unos 50000 estonios. Al mismo tiempo, otros estonios combatieron del lado soviético y se dio el caso en que estonios tuvieron que luchar contra estonios.
3500 estonios también llegaron a combatir en Karelia para ayudar a los finlandeses, que se defendían de los soviéticos.

### Final de período nazi
Con la retira de las tropas alemanas el 18 de septiembre de 1944, Jüri Uluots, el último primer ministro de Estonia antes de la ocupación soviética, asumió las responsabilidades de presidente, como lo estipulaba la constitución, y formó un nuevo gobierno. Uluots buscó el reconocimiento de los aliados. El 22 de septiembre de 1944, cuando las últimas unidades del ejército alemán salieron de la capital, las tropas soviéticas entraron.
El nuevo gobierno huyó a Estocolmo y operó en el exilio desde 1944 hasta 1992, cuando Heinrich Mark, el primer ministro de Estonia en el exilio, presentó sus credenciales al primer ministro entrante, Lennart Meri.
Con el avance de los soviéticos abandonaron Estonia unos 77000 estonios y unos 7500 suecos estonios rumbo a Escandinavia.

## Segunda ocupación soviética (1944-1991)

Escudo de armas de la antigua República Socialista Soviética de Estonia

En otoño de 1944, la Unión Soviética, una vez más, anexó Estonia. Gran parte de la población huyó del país ante el retorno de las tropas soviéticas. La gran mayoría de los suecos estonios, que vivían en las islas, abandonó el país rumbo a Suecia.
Muchos estonios fueron deportados a Siberia. El resto intentó adaptarse a las nuevas circunstancias. 

### Guerra de guerrillas
Miles de hombres estonios se ocultaron en los bosques e iniciaron una guerra de guerrillas. La guerra de guerrillas continuaría en Estonia hasta 1953. La brutal represión de Hungría en 1956 fue un nuevo golpe para la moral de los guerrilleros que aun sobrevivían. Aun así, hubo acciones de resistencia aisladas hasta 1957. El último guerrillero estonio fue asesinado o murió tratando de escapar de la KGB en septiembre de 1978.

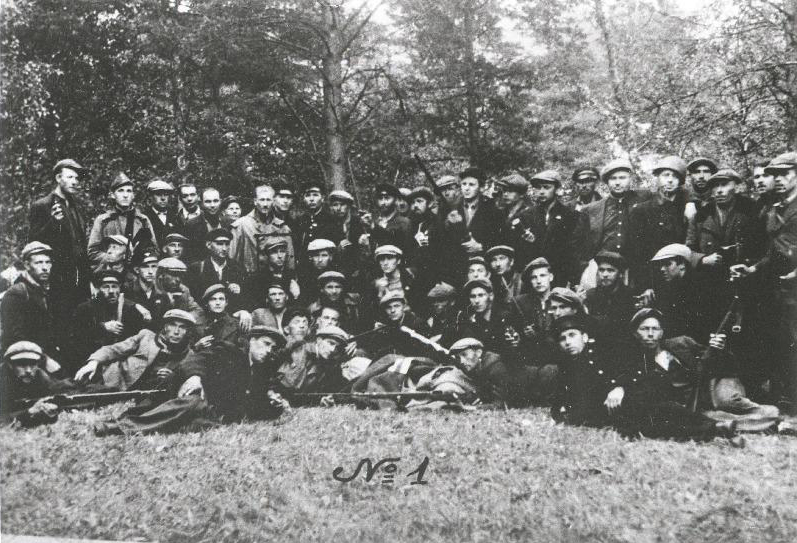
Guerrilleros estonios en la Estonia ocupada por la URSS

### Toma rusa de territorios estonios
Moscú aprovechó la situación para cambiar la frontera en favor ruso. Estonia perdió las zonas alrededor de Jaanilinn (Ivangorod) y Petseri (Petchory), en contra de lo que estipulaba el Tratado de Tartu. Tras la independencia de Estonia el país ha reclamado una negociación de esto, pero Rusia no ha querido acceder. Esto ha llevado a que no se haya firmado un tratado de reconocimiento de fronteras.

### Nueva deportación en masa
En la noche del 24 al 25 de marzo de 1949 unos veintiún mil estonios, un dos por ciento de la población, de bebés a ancianos, fueron deportados a Siberia y la mayoría murió allí.

### Colectivización
Así se quería quebrar la resistencia a la colectivización. Las tierras rurales habían sido totalmente colectivizadas para finales del 1949.

### Control de acceso y censura
Se estima que de un 14% a un 25% del territorio estonio fue puesto bajo control militar soviético. En esta zona el acceso a la mayoría de los ciudadanos estaba restringido. Esto era en especial el caso en la zona costera.  La ciudad de Paldiski se convirtió en una ciudad de acceso restricto.

### Rusificación
La inmigración masiva de rusoparlantes acompañó la industrialización de la postguerra. La mayoría de los inmigrantes rusos eran de regiones rurales vecinas, que ocuparon los puestos menos calificados en las fábricas. Los estonios étnicos pasan entre 1945 y 1953, a causa de deportaciones y exilios, de ser 850000 a 780000. En ese mismo tiempo se instalaron 215000 rusos en el país. Entre 1953 y 1959 llegaron otros 65000 más y entre 1960 y 1989 otros 300000. La proporción de estonios pasó de 88,2% en 1934 a 74,6% en 1959, 68,2 % en 1970 y 61,5 % en 1989. 
Una de las zonas de Estonia que recibió más inmigrantes de Rusia y otras repúblicas soviéticas fue Lasnamäe en Tallin.

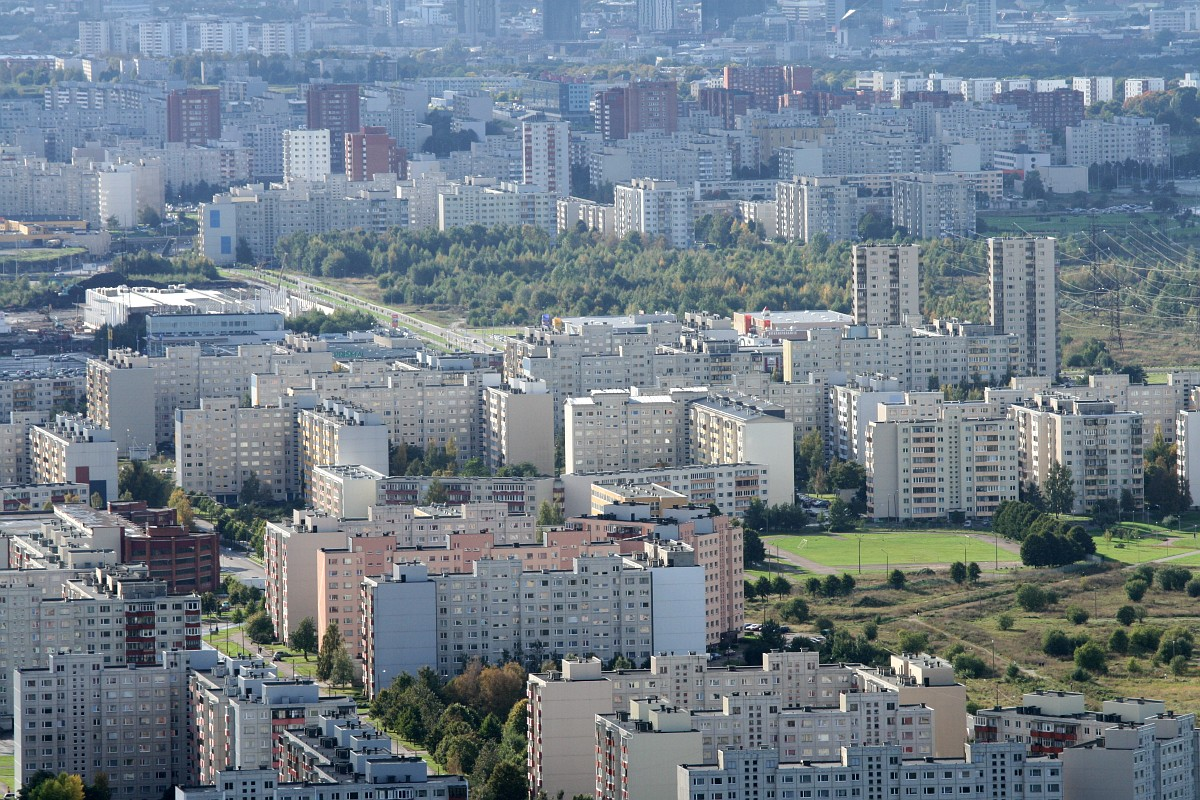
Vista actual de Lasnamäe

Hacia finales de los 1970, la sociedad estonia comenzó a preocuparse por la amenaza de rusificación cultural al idioma y cultura estonios. Ya en 1981 los estonios tenían que estudiar ruso desde el primer año de la escuela básica y comenzó a enseñarse también en el preescolar.
A partir de 1976 se obligó a redactar en ruso las tesis doctorales en las materias científicas y en la Universidad de Tartu se comenzó a exigir también el ruso aun para las tesis de grado sobre el idioma estonio. En 1980 el 83% de los programas televisados era en ruso. En la administración desaparecieron los formularios en estonio. Los discursos en las ceremonias importantes eran en ruso.

### Vida cultural estonia
Pese al proceso de rusificación, los estonios hicieron lo posible por mantener su cultura. Una de la maneras para hacerlo fueron los esfuerzos de la población común para organizar festivales de canto en estonio. También algunos escritores como Jaan Kross lograron ser conocidos en Occidente.
A partir de 1962 aparecieron las obras de poetas de la llamada "Generación del Casete", llamada así por los poemas aparecidos en pequeñas cajas semejantes a casetes. Entre ellos figuraban Paul-Eerik Rummo y Jaan Kaplinski.

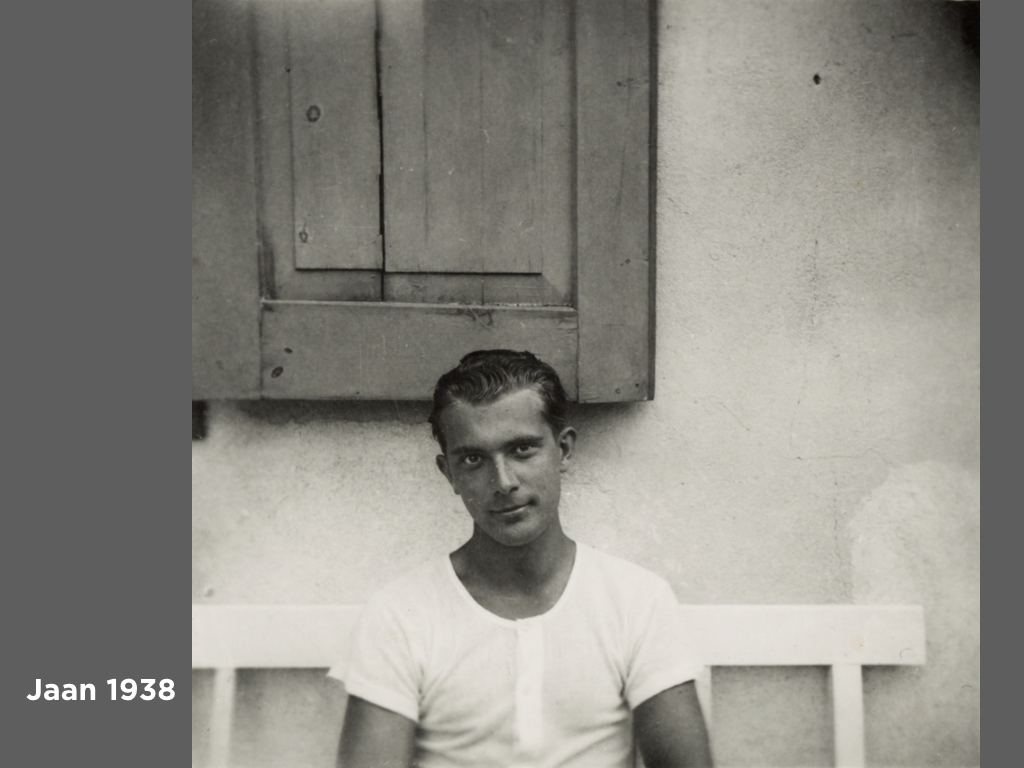
Jaan Kross en 1938

El 28 de octubre de 1980 un periódico estonio en el exilio en Estocolmo publicó la Carta de los Cuarenta, donde cuarenta intelectuales estonios se dirigían a las autoridades soviéticas y a medios de comunicación soviéticos y protestaban por el proceso de rusificación y la forma cómo las autoridades habían reprimido movimientos estudiantiles. La KGB tomó medidas represivas y presionó a varios firmantes a pedir excusas y retirar sus firmas. Cuatro de los firmantes perdieron sus empleos. La carta no podía ser publicada en la URSS y solo circuló gracias a copias ilegales. Los firmantes se convirtieron en héroes nacionales y eran saludados en todos los locales donde iban.

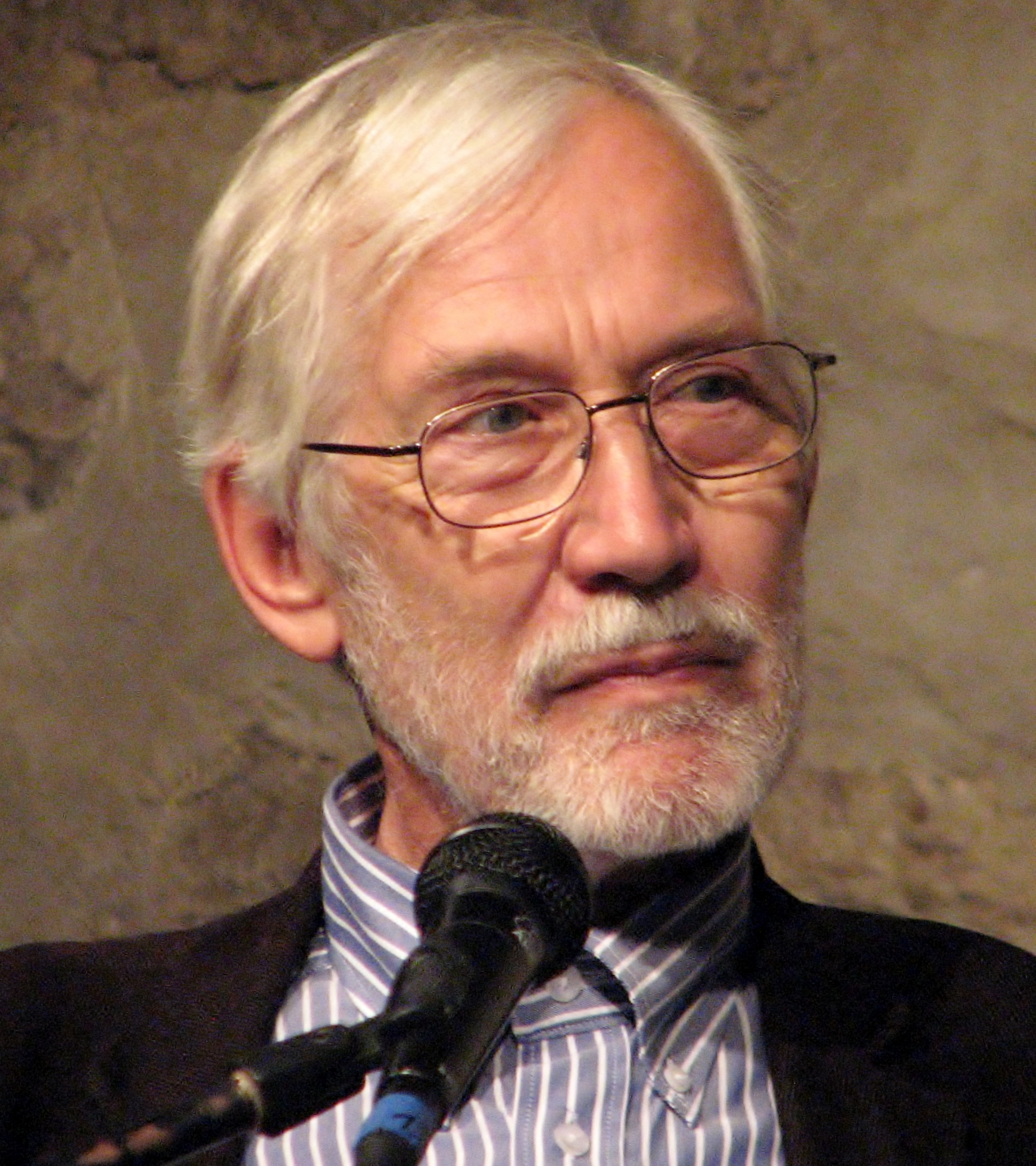
Jaan Kaplinski, uno de los poetas mejor conocidos de Estonia, firmante de la carta de los 40

## Independencia a fines delsigloXX
El proceso de vuelta a la independencia se aceleró a raíz de la Revolución Cantada de 1988. 
En junio de 1988, bajo presión de Gorbachov, que quería reformar el país, los comunistas reemplazaron al rusófilo Vaino por el estonófilo Vaino Väljas, a quien el gobierno de Brezhnev hubiera puesto de embajador en Venezuela y Nicaragua. Aun así, el movimiento por la independencia se fortaleció. En agosto de 1988 apareció el Partido de la Independencia Nacional y reclamó la independencia del país. En un festival de canto donde se reunieron más de 300000 personas se cantaron consignas de independencia. Los servicios secretos manejados por los rusos crearon un contramovimiento, el ¨Frente Internacionalista¨ o Interfront, que en realidad era un movimiento de intereses rusos.

### Preparativos para elecciones libres desde 1989
En febrero de 1989 diversos comités nacionales se reunieron para organizar comités electorales para registrar a todos los que tuviesen la nacionalidad estonia por haber vivido en Estonia antes de la invasión soviética y a sus descendientes. Estos grupos se establecieron por todo el país durante el verano de 1989 con el fin de preparar elecciones y la independencia del país. Una meta específica de estos grupos era no reconocer ninguna autoridad soviética.
Como la estructura de administración nacionales y  locales independientes habían sido eliminadas durante la ocupación nazi y soviética, tuvieron que ser recreadas y eso incluía también el registro de personas.
El 21 de marzo se fundó el primer Comité de Ciudadanos Estonios en Kadrina. La primera región en crear su comité fue Kuressaare en 10 april de 1989. Los movimientos de Comités de Ciudadanos llevaron a que los estonios étnicos renunciasen de manera masiva al Partido Comunista Estonio en diciembre de 1989 a febrero de 1990.
Las actividades de los Comités llegaron a un clímax cuando se produjo la elección del Congreso de Estonia el 14 de febrero de 1990 y su primera reunión el 11 de marzo de 1990.

### Cadena Báltica de 1989

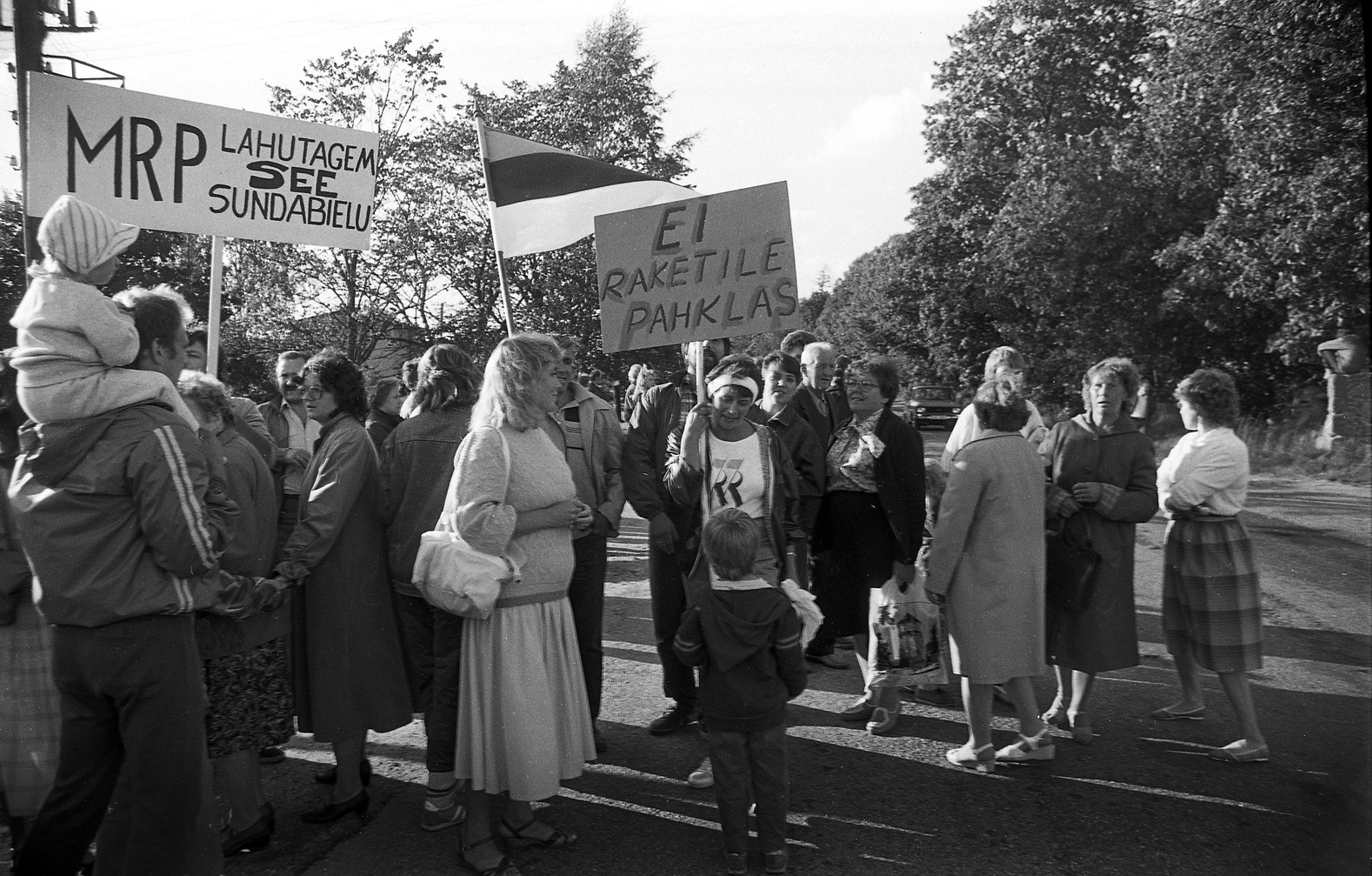
Cadena Báltica en Estonia

El 23 de agosto de 1989, aniversario del pacto nazi-soviético, los ciudadanos de los tres países bálticos formaron una cadena humana de unos 600 kilómetros que unió Tallin, Riga y Vilnius y demandaron la independencia de sus países.

### Cambios en 1990
En febrero el Parlamento de la República Socialista de Estonia eliminó la posición "líder" del Partido Comunista. Estonia organizó las segundas elecciones libres en marzo. Arnold Rüütel fue elegido presidente del Consejo Supremo de Estonia el 29 de marzo de 1990.

### Golpe de Estado en Moscú en 1991 y repercusión en Estonia
El 19 de agosto de 1991 los servicios de inteligencia y militares rusos trataron de tomar el poder en Rusia y el resto de la URSS. Los siloviki o miembros de los servicios armados querían impedir que Moscú siguiese perdiendo control de otras regiones. Rüütel recibió una llamada de la central de las fuerzas soviéticas en Riga en la que se le decía que obedeciese a un gobernador temporal, Fedor Melnichuk, pero Rüütel se negó a obedecer. Había unos 50000 militares soviéticos en Estonia en ese momento.
El Congreso Estonio y el Consejo Supremo, reunidos en sesión el 20 de agosto de 1991 declararon el restablecimiento de la independencia de Estonia: es decir, la ocupación soviética se trató como un paréntesis ilegal. Se vivieron momentos de tensión cuando las tropas soviéticas amenazaron con tomas por la fuerza las instalaciones administrativas en Estonia, pero el movimiento pro-Moscú colapsó con el fracaso del golpe de Estado en la capital rusa.

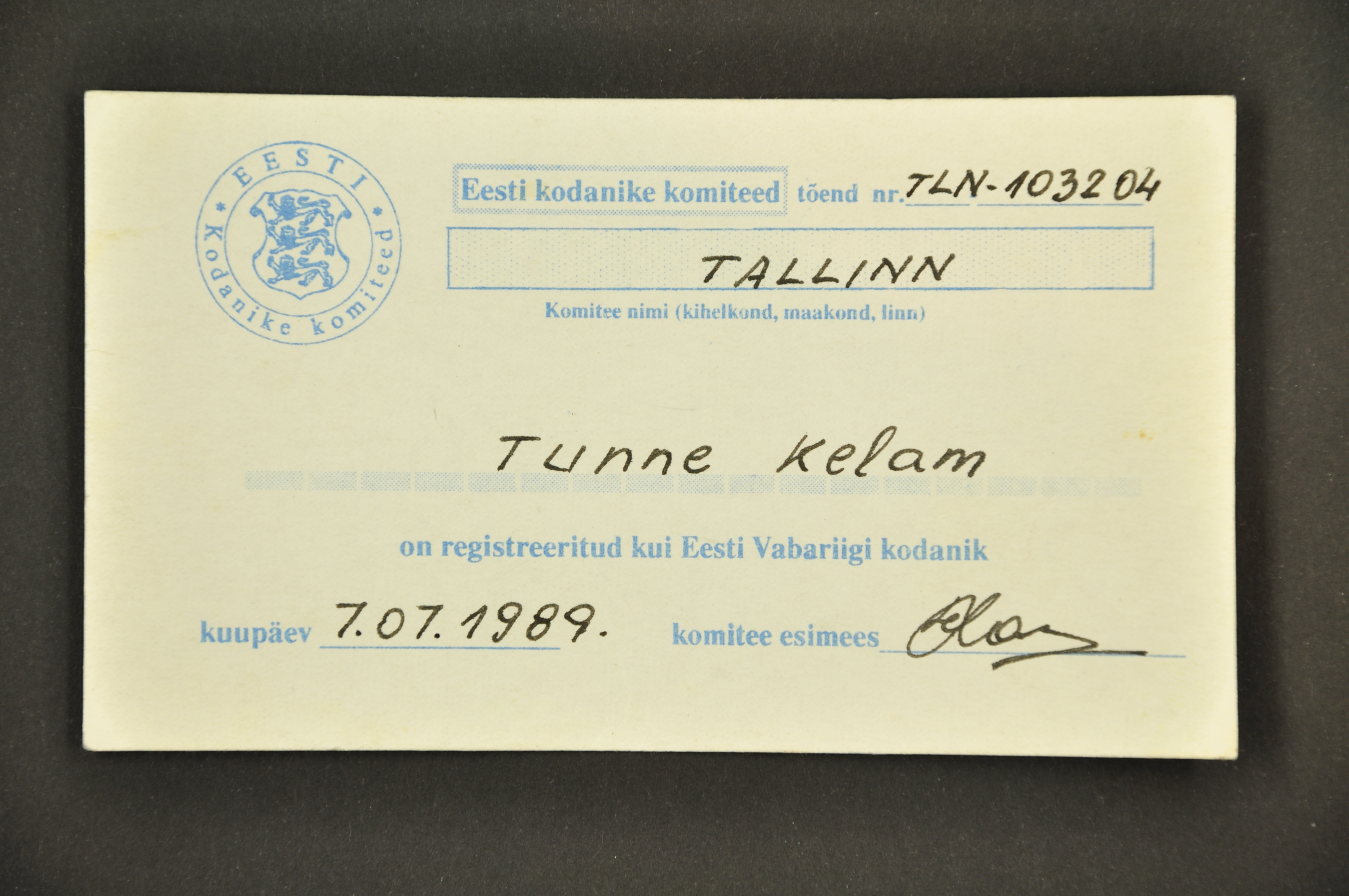
Tarjeta de registro para la ciudadanía estonia de 1989

### Independencia definitiva
Desde 1991 Estonia es de nuevo un estado independiente. Los primeros ministros del gobierno interino (1990-1992) fueron Edgar Savisaar y Tiit Vähi. El 28 de junio de 1992, los votantes estonios aprobaron el proyecto de ley de constitución y aplicación de la asamblea constitucional, que establecía un gobierno parlamentario con un presidente como jefe de Estado y un gobierno encabezado por un primer ministro. El Riigikogu, un cuerpo legislativo unicameral, es el órgano supremo de la autoridad estatal, teniendo como rol aprobar la legislación patrocinada por el primer ministro. El primer ministro tiene plena responsabilidad y control sobre su gabinete.

#### Sistema económico
Estonia introdujo un sistema fiscal muy liberal en 1993 con un imnpuesto no progresivo inicial de 26%. El impuesto a la tierra es de 2%.

#### Salida de las tropas rusas
Después de más de tres años de negociaciones, el 31 de agosto de 1994, las fuerzas armadas de Rusia se retiraron de Estonia. Desde que las últimas tropas rusas abandonaron el país, Estonia ha sido libre para promover lazos económicos y políticos con Europa occidental. El proceso se había demorado por la insistencia de Rusia a que Estonia aceptase darles condiciones de jubilación y residencia a los militares rusos jubilados, militares que los estonios consideran como fuerzas de ocupación.

#### Evolución política
Los gobiernos han sido de corta duración en comparación con otros países de la UE.
Arnold Rüütel se convirtió en el tercer presidente de Estonia en el 2001 y lo sería hasta el 2006.
Siim Kallas fue el primer ministro del 2002 al 2003.
Juhan Parts fue electo como primer ministro el 10 de abril de 2003 y concluyó su período el 12 de abril de 2005.
El 14 de septiembre de 2003 los estonios fueron a un referendo donde se les preguntó si deseaban ingresar en la Unión Europea. Participó un 64% de los electores y de estos un 66,83% se pronunció a favor y un 33,17% en contra.
El ingreso a la OTAN se concretizó en febrero de 2004.
Tras negociaciones en 1998, Estonia ingresó en la Unión Europea en mayo del 2004.

## Actualidad

### Gobierno de Andrus Ansip (2005)
El 4 de abril de 2005, el presidente Rüütel propuso al líder del Partido Reformista Andrus Ansip como primer ministro y le pidió formar gobierno. Ansip consiguió reunir una coalición con su partido, la Unión Popular y el Partido Centrista. El Riigikogu aprobó su nominación el 12 de april de 2005.
En septiembre de 2006, Toomas Hendrik Ilves fue elegido nuevo presidente de Estonia. Derrotó en la Asamblea Electoral al presidente titular por Arnold Rüütel.

#### Disturbios y ciberataque ruso
En 2007, cuando el gobierno decidió retirar un monumento soviético de una zona céntrica a un museo, se produjeron saqueos por parte de jóvenes rusoparlantes apoyados por el gobierno de Putin. Al final hubo 300 arrestos, 57 heridos y un muerto. Según investigaciones de las autoridades estonias el servicio militar ruso había coordinado los esfuerzos. Agentes rusos, vestidos como civiles y con bombas incendiarias y otras armas, entrado a Estonia desde Pskov. Las fuerzas de seguridad estonias deportaron a los alborotadores que tenían pasaportes rusos y los pusieron en una lista negra de entrada a la UE. Al mismo tiempo que los rusos saqueaban se producían ciberataques contra diversos servicios del gobierno estonio. El gobierno estonio después de esto decidió instalar centros de investigación de ciberataques.

### Década del 2010 y el liderazgo femenino
| Primer ministro | Periodo       | Partido                    |
| --------------- | ------------- | -------------------------- |
| Mart Laar       | 1999-2002     | Unión Pro Patria           |
| Sim Kallas      | 2002-2003     | Partido Reformista Estonio |
| Juhan Parts     | 2003-2005     | Partido Res Publica        |
| Andrius Ansip   | 2005-2014     | Partido Reformista Estonio |
| Taavi Rõivas    | 2014-2016     | Partido Reformista Estonio |
| Jüüri Ratas     | 2016-2021     | Partido del Centro         |
| Kaja Kallas     | 2021-2024     | Partido Reformista Estonio |
| Kristen Michal  | 2024-presente | Partido Reformista Estonio |

Las elecciones parlamentarias de 2016 fueron más complicadas que elecciones pasadas. Solo en la sexta ronda los partidos consiguieron ponerse de acuerdo y resultó electa Kersti Kaljulaid. Era la primera persona en liderar el país que no había ocupado ningún cargo durante la ocupación soviética. A n diciembre de 2016 Estonia adoptó la Ley Global Magnitsky sobre Responsabilidad de Derechos Humanos.
Estonia ha ido desarrollando su economía de una manera sostenida. El nivel de vida de los estonios ha estado equiparándose al de otras naciones occidentales.
El país ha pasado a encabezar a los países europeos en los resultados de los exámenes PISA organizados por la OCDE.

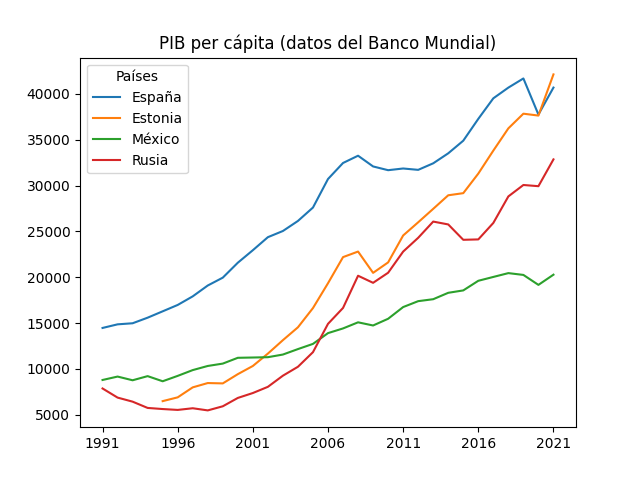
PIB per cápita de Estonia en comparación con el de otros países

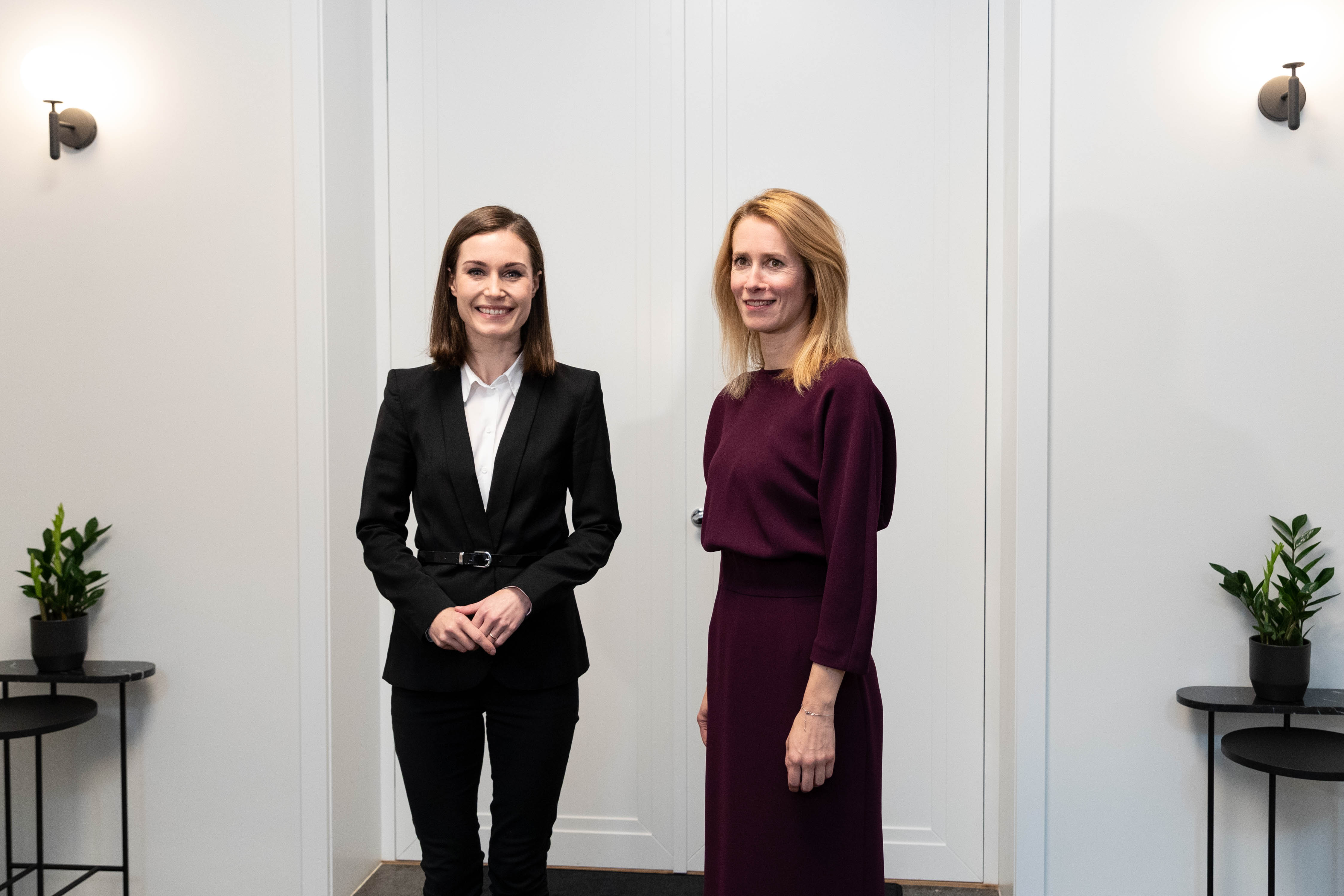
Kallas con la primero ministra finlandesa Sanna Marin en Helsinki, 2021

Tras la formación del nuevo gobierno en 2021, Estonia fue el único país del mundo encabezado por mujeres electas como jefa de Estado y como jefa de gobierno: la presidente, Kersti Kaljulaid y la primera ministra, Kaja Kallas. En el gabinete de Kaja Kallas también había varias mujeres en otros puestos clave, tanto la ministra de Relaciones Exteriores como la ministra de Finanzas eran mujeres. Sin embargo, Alar Karis prestó juramento como sexto presidente de Estonia el 11 de octubre de 2021.

### Estonia frente a la invasión rusa de Ucrania

#### Refugiados
Estonia ha sido uno de los países de la UE que más ha apoyado a Ucrania ante la invasión rusa de 2022. El número de refugiados ucranianos Para diciembre de 2022 habían llegado más de 115000 refugiados ucranianos al país.

#### Legislación para fortalecer el uso del idioma estonio
En diciembre de 2022 el Parlamento Estonio aprobó una ley que establece el uso progresivo del idioma estonio como idioma principal en todas las escuelas.
Según esta ley el primer y cuarto grado de educación básica tendrán que ser en estonio en todas partes en 2024/2025. La proporción de clases en otro idioma que no sea estonio deberá ser no mayor de 40% en estudios de secundaria y vocacionales. A más tardar en 2030-31 el idioma de instrucción hasta el 10 grado será en estonio y hasta el grado 12 en 2032-2033.

### En inglés
- Taylor, Neil. Estonia: A Modern History (Hurst & Company, London, 2018)

### En alemán
- Angermann, Norbert; Brüggemann, Karsten: Geschichte der baltischen Länder (Reclam 2022)

### En francés
- Minaudier, Jean-Pierre: Histoire de l'Estonie et de la nation estonienne (L'Harmattan, Paris, 2007) ISBN 978-2-296-04673-3

### Ficción
El escritor estonio Jaan Kross fue autor de varias novelas históricas. Entre estas se hallan Kolme katku vahel, "Entre Tres Plagas", que describe el tiempo de las guerras de Livonia y el comienzo del dominio sueco, aun no aparecida en español pero sí en inglés, neerlandés y otros idiomas, así como El Loco del Zar.
La escritora finlandesa estona Sofi Oksanen ha tratado de manera literaria los tiempos de ocupación soviética y alemana en sus novelas Purga y (Cuando las palomas cayeron del cielo, Salamandra, 2013).